# Wolverhampton Wanderers
Die Wolverhampton Wanderers (offiziell: Wolverhampton Wanderers Football Club) – auch bekannt als Wolves (deutsch: „Wölfe“) – sind ein englischer Fußballverein aus der in den West Midlands gelegenen Stadt Wolverhampton. Der 1876 entstandene Klub war 1888 eines von zwölf Gründungsmitgliedern der Football League, entwickelte sich aber trotz zweier Erfolge im FA Cup in den Jahren 1893 und 1908 erst nach dem Zweiten Weltkrieg zu einem Spitzenverein in England.
In der Zeit zwischen 1949 und 1960 gewannen die „Wolves“ unter Trainer Stan Cullis sowohl drei englische Meisterschaften als auch zwei FA-Cup-Trophäen und wurden nach Siegen gegen europäische Spitzenvereine von den einheimischen Medien zur Mitte der 1950er Jahre als „beste Vereinsmannschaft der Welt“ gefeiert. Seitdem ist der Verein mit Ausnahme zweier Siege im Ligapokal (1974 und 1980) und einem Einzug in das Finale des UEFA-Pokals (1972 gegen Tottenham Hotspur) ohne Erfolg in einem der bedeutenden Wettbewerbe („Major Titles“). Von 1983 bis 2018 bestritt der Klub nur noch vier Saisons (2003/04 sowie 2009/10 bis 2011/12) in der obersten englischen Spielklasse, kehrte dann jedoch unter dem portugiesischen Trainer Nuno Espírito Santo sowie dem neuen chinesischen Eigentümer Fosun zur Saison 2018/19 in die Premier League zurück. Die „Wolves“ sind der einzige Verein, der fünf verschiedene Meisterschaften der Football League gewann (First Division, Second Division, Third Division, Third Division North, Fourth Division) und ebenfalls der einzige Klub, der mit dem FA Cup, dem Ligapokal und der Football League Trophy die drei renommiertesten englischen Pokaltrophäen errang.
Seine Heimspiele trägt der Verein seit 1889 im Molineux Stadium aus. Mit West Bromwich Albion („WBA“) verbindet die Wolverhampton Wanderers die größte Rivalität – von etwas geringerer Intensität sind Duelle gegen Aston Villa und Birmingham City. Spiele gegen WBA oder den ebenfalls nahe gelegenen FC Walsall werden als „Black Country Derby“ bezeichnet.

## Geschichte

### Frühzeit (1878–1888)
Wie viele englische Fußballvereine besitzen auch die Wolverhampton Wanderers ihre Geburtsstätte im englischen Schulsport. Mit der Hilfe des sportbegeisterten Direktors Harry Bancroft entschloss sich eine Anzahl von Schülern der St. Luke’s School in Blakenhall unter der Führung der späteren Nationalspieler Jack Baynton und Jack Brodie dazu, am 10. November 1876 einen Fußballverein ins Leben zu rufen. Nach mehreren Trainingseinheiten zum Jahresende trat die Mannschaft erstmals am 13. Januar 1877 gegen eine Reserveauswahl von Stafford Road an und musste bei der 0:8-Niederlage noch Lehrgeld bezahlen. Nach zwei Jahren Aufbauarbeit und kontinuierlicher Fortschritte, die nicht unwesentlich dem ersten Vereinssekretär George Worrall zu verdanken waren, sorgte im August 1879 die Fusion mit dem Cricket- und Fußballverein „The Wanderers“ zum „Wolverhampton Wanderers Football Club“ für eine Kräftebündelung. Auch die heimischen Spielstätten wurden professioneller, und nachdem bis Mai 1879 das Windmill Field und von August 1879 bis April 1881 John Harper’s Field jeweils an der Lower Villiers Street genutzt worden waren, besaß die Stätte an der Dudley Road nach kontinuierlichen Ausbauten bereits Platz für bis zu 10.000 Zuschauer.
Der Verein zog immer mehr vielversprechende Talente aus der Region an, zu denen mit Charlie Mason auch der später erste englische Nationalspieler der „Wolves“ zählte. Von 18 Spielen in der Saison 1881/82 gewannen die Wanderers nun schon zehn Partien, aber der Zuspruch in der Bevölkerung blieb noch weitgehend aus. So fanden sich im Schnitt nur 1.500 Zuschauer an der Dudley Road ein. In der Spielzeit 1883/84 nahmen die Wolves erstmals am nationalen FA Cup teil, mussten sich aber nach dem 4:1-Sieg in der ersten Runde gegen die Long Eaton Rangers bereits frühzeitig mit einer 2:4-Niederlage gegen Wednesbury Old Athletic aus dem Wettbewerb verabschieden. Als Ersatz diente der „Wrekin Cup“, der 1884 – unter anderem nach einem 5:1-Erfolg gegen das hoch eingeschätzte Stafford Road – die erste Trophäe in der Geschichte der Wolverhampton Wanderers war. In der Zwischenzeit war mit William Shipton auch ein erster Trainer verpflichtet worden, der mit drei Einheiten pro Woche für einen geregelten Übungsbetrieb sorgte.
Als im Juni 1885 der nationale Fußballverband FA den Profifußball legalisierte, zählte auch der Verein aus Wolverhampton zu den Adressen, die ihren Spielern ein wöchentliches Gehalt zahlten. Unter dem Vereinssekretär und neuen Trainer Jack Addenbrooke fanden zahlreiche Neulinge Einzug ins Team, die damit viele Akteure aus der Gründerzeit verdrängten. Mit neuem Schwung zog das Team in der Saison 1885/86 zum ersten Mal ins FA-Cup-Viertelfinale ein und unterlag dort bei der ersten Begegnung mit dem Lokalrivalen West Bromwich Albion mit 1:3. Dennoch war in den ersten zehn Jahren der nationale Durchbruch noch nicht gelungen; dazu kam der relativ geringe Zuspruch von maximal 3.000 Zuschauern in der damals rund 75.000 Einwohner zählenden Stadt Wolverhampton. Sowohl die Teilnahme ab der 1888 startenden nationalen Fußballliga als auch der Umzug in ein neues Stadion nördlich des Stadtzentrum ein Jahr später sorgten für Abhilfe. Die Wanderers hatten dabei bereits am 20. März 1886 erstmals auf den Molineux Grounds – einer seit 1860 öffentlichen Parkanlage der Stadt – in einem heimischen Pokalwettbewerb gespielt und sich als mögliche neue Heimat außerhalb von Blakenhall vorgemerkt.

### Gründungsmitglied der Football League, zwei FA-Cup-Trophäen (1888–1915)
| Die „Wolves“ in der Football League |      |       |        |             |
| Saison                              | Liga | Platz | Punkte | Torquotient |
| 1888/89                             | 1    | 3/12  | 28     | 1,351       |
| 1889/90                             | 1    | 4/12  | 25     | 1,342       |
| 1890/91                             | 1    | 4/12  | 26     | 0,780       |
| 1891/92                             | 1    | 6/12  | 26     | 1,283       |
| 1892/93                             | 1    | 11/16 | 28     | 0,691       |
| 1893/94                             | 1    | 9/16  | 31     | 0,825       |
| 1894/95                             | 1    | 11/16 | 25     | 0,683       |
| 1895/96                             | 1    | 14/16 | 21     | 0,938       |
| 1896/97                             | 1    | 10/16 | 28     | 1,098       |
| 1897/98                             | 1    | 3/16  | 35     | 1,390       |
| 1898/99                             | 1    | 8/18  | 35     | 1,125       |
| 1899/00                             | 1    | 4/18  | 39     | 1,297       |
| 1900/01                             | 1    | 13/18 | 31     | 0,709       |
| 1901/02                             | 1    | 14/18 | 32     | 0,807       |
| 1902/03                             | 1    | 11/18 | 33     | 0,842       |
| 1903/04                             | 1    | 8/18  | 36     | 0,667       |
| 1904/05                             | 1    | 14/18 | 26     | 0,644       |
| 1905/06                             | 1    | 20/20 | 23     | 0,586       |
| 1906/07                             | 2    | 6/20  | 41     | 1,245       |
| 1907/08                             | 2    | 9/20  | 37     | 1,111       |
| 1908/09                             | 2    | 7/20  | 39     | 1,167       |
| 1909/10                             | 2    | 8/20  | 40     | 1,016       |
| 1910/11                             | 2    | 9/20  | 38     | 0,981       |
| 1911/12                             | 2    | 5/20  | 42     | 1,727       |
| 1912/13                             | 2    | 10/20 | 38     | 1,037       |
| 1913/14                             | 2    | 9/20  | 41     | 0,981       |
| 1914/15                             | 2    | 4/20  | 45     | 1,481       |

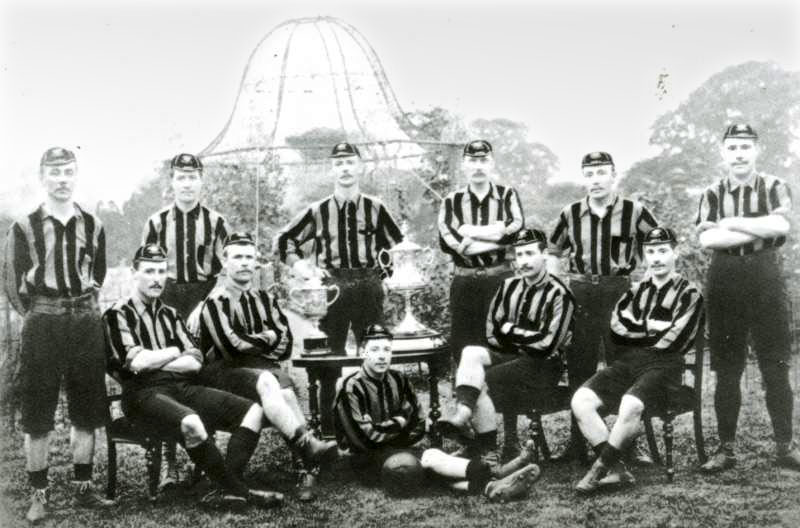
Die siegreiche FA-Cup-Mannschaft von 1893.

Als eines von zwölf Gründungsmitgliedern nahmen die Wanderers zur Spielzeit 1888/89 an der Football League teil und belegten in der Eröffnungssaison hinter Meister Preston North End und Aston Villa den dritten Platz. Erstmals in der Vereinsgeschichte erreichten sie zudem das FA-Cup-Endspiel, unterlagen dort aber den damals als „unschlagbar“ geltenden Mannen aus Preston. Zur neuen Saison 1889/90 bezog der Verein das neue Molineux-Stadion. Unter tatkräftiger Unterstützung der Stadt Wolverhampton, die nach dem Local Government Act von 1888 in den Status eines County Boroughs befördert worden war, wurde an prominenter Stelle in der Nähe des im 18. Jahrhundert errichteten Molineux-Anwesens binnen kürzester Zeit ein für Spitzenfußball adäquates Stadion gebaut. Mit dem jeweils vierten Platz in der Meisterschaft 1890 und 1891 sowie dem Einzug ins FA-Cup-Halbfinale in der Spielzeit 1889/90 wurde das sportliche Niveau gehalten, bevor die Mannschaft in der Liga in das Tabellenmittelfeld abrutschte.
In der Spielzeit 1892/93 zogen die Wolves hingegen nach einem 2:1-Halbfinalerfolg gegen die Blackburn Rovers in Nottingham ins FA-Cup-Endspiel ein. Gegner dort war der FC Everton, dem man nur eine Woche zuvor mit 2:4 in der Liga unterlegen gewesen war und der leicht favorisiert ins Finale ging. Im Fallowfield Stadium zu Manchester erzielte der englische Nationalspieler Harry Allen nach genau einer Stunde Spielzeit per Weitschuss das 1:0 für die Wanderers, die diesen Führungstreffer bis zum Ende verteidigten und damit erstmals den FA Cup nach Wolverhampton brachten. Da sich das Team in der Saison frühzeitig auf den Pokalwettbewerb konzentriert hatte, belegte es in der Meisterschaft nur den elften Platz und hatte dabei sogar ein 1:10 gegen Tabellenschlusslicht Newton Heath kassiert, das bis heute die höchste Pflichtspielniederlage in der Vereinsgeschichte ist. Auch in der Folgezeit waren die Erfolge mehr in den finanziell lukrativen Pokalspielen zu finden und inmitten von mittelmäßigen Meisterschaftsspielzeiten erreichten die Wolves 1896 zum dritten Mal das FA-Cup-Endspiel. Nachdem der Abstieg zuvor nur knapp verhindert worden war, stand das Team im Crystal Palace dem Ligakonkurrenten Sheffield Wednesday gegenüber und unterlag mit 1:2.
Obwohl der Verein in der Spielzeit 1897/98 mit Rang 3 in der Liga die beste Tabellenplatzierung in den 1890er Jahren erreichte, nahm fortan eine Negativentwicklung hinter den Kulissen seinen Lauf. Viele wichtige Spieler verließen den Klub unter trotz eines guten vierten Rangs in der Saison 1899/1900 zeigte die Tendenz immer deutlicher in Richtung untere Tabellenhälfte. Auch im FA Cup kam die Mannschaft nicht mehr über die dritte Runde hinaus und als Konsequenz dieser Entwicklung stiegen die Wolves nach nur acht Siegen in 38 Ligaspielen am Ende der Spielzeit 1905/06 in die zweitklassige Second Division ab.
Mit neuen Spielern wie Alf Bishop und Torjäger George Hedley, die fortan gemeinsam fast 600 Pflichtspiele für den Verein absolvierten, ging der Verein in seine erste Zweitligasaison. Hoffnungen auf eine schnelle Rückkehr in die englische Eliteklasse mussten allerdings begraben werden, da es bis zum Ausbruch des Ersten Weltkriegs nur für Plätze im oberen Mittelfeld reichte. Dem gegenüber stand ein erneut überraschend guter Lauf in der FA-Cup-Runde 1907/08, als die Wolves nach Siegen gegen Bradford City, den FC Bury, Swindon Town, den FC Stoke und den FC Southampton wieder ein FA-Cup-Endspiel erreichten. Nach Toren von Kenneth Hunt, George Hedley und Billy Harrison besiegten die Wolves den Erstliga-Viertplatzierten Newcastle United mit 3:1 und errangen damit zum zweiten Mal den FA Cup. Es sollte vorerst der letzte Erfolg in der Klubgeschichte bleiben und in den Jahren bis zum Ersten Weltkrieg machte die Mannschaft mit Ausnahme eines 10:0-FA-Cup-Siegs gegen den FC Watford sportlich nur noch wenig von sich reden.

### Vier Trainer und ein Neuaufbau (1919–1927)
| Die „Wolves“ in der Football League |      |       |        |             |
| Saison                              | Liga | Platz | Punkte | Torquotient |
| 1919/20                             | 2    | 19/22 | 30     | 0,688       |
| 1920/21                             | 2    | 15/22 | 38     | 0,742       |
| 1921/22                             | 2    | 17/22 | 37     | 0,898       |
| 1922/23                             | 2    | 22/22 | 27     | 0,545       |
| 1923/24                             | 3N   | 1/22  | 63     | 2,815       |
| 1924/25                             | 2    | 6/22  | 46     | 1,078       |
| 1925/26                             | 2    | 4/22  | 49     | 1,400       |
| 1926/27                             | 2    | 15/22 | 35     | 0,973       |

Während der Kampfhandlungen absolvierten die Wolves nur wenige Partien, bevor sie im März/April 1919 in der Midland Victory League wieder an einem geregelten Spielbetrieb teilnahmen. Als die Football League im August 1919 fortgesetzt wurde, hatte die Mannschaft ein deutlich verändertes Gesicht, denn nur noch acht Spieler aus der Vorkriegszeit standen weiter im Kader. Obwohl die erste Partie gegen Leicester Fosse mit 2:1 gewonnen wurde, stand die weitere Zeit unter keinem guten Stern. Negativer Höhepunkt war im Oktober 1919 eine Partie gegen den FC Bury, als die eigenen Zuschauer in Molineux den Platz stürmten und den Schiedsrichter niederschlugen, was eine Platzsperre für zwei Partien nach sich zog. Wie schon vor dem „großen Krieg“ konzentrierten sich die sportlichen Erfolge auf den FA Cup und so zogen die Wolves 1921 trotz des nur knapp erreichten Klassenerhalts in der zweiten Liga wieder ins Endspiel des englischen Pokalwettbewerbs ein. Dort hielt das Team gegen Tottenham Hotspur durch einige gute Abwehraktionen des Torhüters Noel George ein torloses Remis in der ersten Halbzeit und war kurz nach Wiederanpfiff sogar feldüberlegen. Ein Tor des Spurs-Stürmers Jimmy Dimmock nach einem Fehler von Maurice Woodward sorgte jedoch für den spielentscheidenden Treffer zu Ungunsten der Wanderers.
Im Juni 1922 verkündete der Verein, dass der langjährige Trainer Jack Addenbrooke aus gesundheitlichen Gründen für ein halbes Jahr beurlaubt worden war. Der Verlust der Integrationsfigur, die schließlich am 7. September desselben Jahres verstarb, bedeutete einen schweren Einschnitt. Im weiteren Verlauf der 1920er Jahre wechselte die Trainerbesetzung gleich vier Mal, wobei sich mit George Holley zunächst ein ehemaliger Spieler des AFC Sunderland probierte. Die Wolverhampton Wanderers, aus denen im April 1922 eine Limited Liability Company (eine Art Kommanditgesellschaft ohne „Vollhafter“) geworden war, setzten die Abwärtsspirale fort und stiegen als Tabellenletzter am Ende der Saison 1922/23 in die Norddivision der zweigeteilten drittklassigen Third Division ab. Dieser Abstieg ließ Raum für einen weitgehenden Neuaufbau, der bereits nach nur einem Jahr mit dem Gewinn der Meisterschaft in der „Third Division North“ und dem direkten Wiederaufstieg belohnt wurde. In der Aufstiegsmannschaft von 1924 war mit Torhüter George nur noch ein Akteur aus dem Pokalfinalteam von 1921 verblieben.
Holley verließ nach dem erfolgreichen Aufstieg den Verein und Albert Hoskins, der nach dem Tod Addenbrookes dessen Funktion des Vereinssekretärs ausgeübt hatte, wurde neuer Trainer der Wolves. Trotz großer Bedenken gegenüber dieser vielfach als „Notlösung“ betrachten Personalie führte Hoskins das Team, das weitgehend aus den von Holley zusammengestellten Spielern entsprach, in der Saison 1924/25 auf einen komfortablen sechsten Platz und blieb auch in der anschließenden Spielzeit bis zu seinem Weggang zum FC Gillingham in der oberen Tabellenhälfte. Neuer Trainer wurde im März 1926 mit Fred Scotchbrook ein ehemaliger Trainer von Stockport County. Scotchbrook besaß jedoch nur geringe Rückendeckung in der Klubführung und nach einer durchwachsenen Saison 1926/27, die auf Rang 15 endete, wurde er infolge der Ereignisse der Jahreshauptversammlung am 27. Juni 1927 geschasst. Scotchbook hatte dort zur nachhaltigen Stabilisierung der Abwehr vehement den Kauf eines zentralen defensiven Spielers auf der Halbposition („Centre-Half“) gefordert.

### Das „Regiment“ von Major Frank Buckley (1927–1944)
| Die „Wolves“ in der Football League |      |       |        |             |
| Saison                              | Liga | Platz | Punkte | Torquotient |
| 1927/28                             | 2    | 16/22 | 36     | 0,692       |
| 1928/29                             | 2    | 17/22 | 37     | 0,951       |
| 1929/30                             | 2    | 9/22  | 41     | 0,975       |
| 1930/31                             | 2    | 4/22  | 47     | 1,254       |
| 1931/32                             | 2    | 1/22  | 56     | 2,347       |
| 1932/33                             | 1    | 20/22 | 35     | 0,833       |
| 1933/34                             | 1    | 15/22 | 40     | 0,860       |
| 1934/35                             | 1    | 17/22 | 38     | 0,936       |
| 1935/36                             | 1    | 15/22 | 40     | 1,013       |
| 1936/37                             | 1    | 5/22  | 47     | 1,254       |
| 1937/38                             | 1    | 2/22  | 51     | 1,469       |
| 1938/39                             | 1    | 2/22  | 55     | 2,256       |

Die nun folgende Verpflichtung des 43-jährigen Frank Buckley stellte eine Zäsur dar. Der als „eiserne Major“ bekannte Kriegsveteran setzte als Trainer auf Gehorsam und einen strikten Verhaltenskodex und übergab jedem Spieler ein Regelbuch, dem bedingungslos zu folgen war. Gute Resultate blieben zwischen 1927 und 1929 aber noch aus und die Zeit war vielmehr durch weitreichende Experimente und Aufbauarbeiten geprägt – Buckley probierte beispielsweise zwischen November 1927 und April 1929 nicht weniger als sechs verschiedene Torhüter aus. Weitere Schwachstellen befanden sich in der Abwehr, die sich speziell in den 100 Gegentoren der Saison 1927/28 manifestierten und die im Jahr darauf mit 82 weiterhin deutlich über dem Durchschnitt lagen. Vor allem eine sensationelle Niederlage gegen den Amateurklub Mansfield Town im FA Cup nutzte der Major dazu, die Abwehr grundlegend neu aufzubauen.
Erste erkennbare Früchte trug die Basisarbeit in der Saison 1929/30, als die Mannschaft bis zur Jahreswende eine gute Form zeigte, bis dann schlechte Resultate im Winter dazu führten, dass die Wolves noch bis auf den neunten Platz nach unten durchgereicht wurden. Der positive Gesamttrend hielt aber auch in der folgenden Spielzeit mit Rang 4 an, bis dann in der Saison 1931/32 die lang ersehnte Rückkehr in die englische Eliteklasse glückte. Nach einem Schnellstart, bei dem unter anderem Tottenham Hotspur mit 4:0 besiegt worden war, zeichnete sich ein Dreikampf um die Aufstiegsplätze gegen Leeds United und Stoke City ab. Der 2:0-Heimsieg gegen Port Vale sorgte vor 29.000 Zuschauern für die entscheidenden Punkte und zu den insgesamt 115 Toren des Vereins, der erstmals in seiner Geschichte einen Besucherschnitt von über 20.000 aufwies, steuerte Billy Hartill mit 30 Toren bereits zum dritten Mal hintereinander die vereinsintern meisten Treffer in einer Saison bei. Auch in finanzieller Hinsicht war der Klub durch den Aufstieg nun entspannter aufgestellt, zumal sich durch die Aussicht auf den Erstligafußball die Einnahmesituation verbessert darstellte.
Buckley vertraute mehrheitlich auf seine Aufstiegsmannschaft, die in der Saison 1932/33 nach einem spannenden Kampf und einem 4:2-Heimsieg gegen den FA-Cup-Gewinner FC Everton mit zwei Punkten Abstand auf die Abstiegsränge den Klassenerhalt sicherten. Immer noch lagen die Probleme in der hohen Gegentrefferanzahl (96) und obwohl diese Schwäche auch in der Folgespielzeit 1933/34 mit 86 tendenziell verblieb, zeigte sich die Offensive mit Neuzugängen wie dem schottischen rechten Innenstürmer Jack Beattie und dem Mittelstürmer George Goddard konstant und schloss mit 40 Punkten am Ende mit weniger Abstand zum Tabellenvierten Derby County als zu den Abstiegsrängen ab. Zur Mitte der 1930er Jahre tauschte Buckley sukzessive die gesamte Mannschaft aus und nach weiteren zwei Spielzeiten von 1934 bis 1936 mit jeweils Platz 17 und 15 setzte das Team in der Saison 1936/37 zu einem „Höhenflug“ an. Mit dem groß gewachsenen Torhüter Alex Scott, den Brüdern Jack und Frank Taylor auf den Außenverteidigerpositionen und ab Februar 1937 vor allem mit dem Mittelstürmer und Publikumsliebling Dennis Westcott arbeitete sich die Mannschaft auf den fünften Platz und erreichte damit die beste Platzierung seit Beginn des 20. Jahrhunderts. Vor allem in den Heimspielen entwickelte das Team eine besondere Leistungsstärke und in der Spielzeit 1937/38 wurde aus dem ehemaligen Abstiegskandidaten ein Meisterschaftsaspirant. Nach teilweise deutlichen Siegen, wie beispielsweise ein 10:1 gegen Leicester City, benötigten die Wolves am letzten Spieltag einen Sieg beim AFC Sunderland zum Gewinn der Meisterschaft. Da das entscheidende Spiel aber mit 0:1 verloren ging, wurde stattdessen der FC Arsenal vor den Wolves als Vizemeister neuer Titelträger. In der Folgesaison 1938/39, der letzten vollständigen Football-League-Spielzeit vor Ausbruch des Zweiten Weltkriegs, verpassten die Wanderers erneut knapp ihre erste Meisterschaft und mussten nun dem FC Everton, der in Molineux im Februar 1939 noch mit 7:0 „demontiert“ worden war, den Vortritt lassen. Dabei war sogar lange noch das „Double“ aus Meisterschaft und Pokalsieg möglich gewesen, aber auch das FA-Cup-Endspiel ging trotz Favoritenstellung gegen den FC Portsmouth überraschend deutlich mit 1:4 verloren.
Bereits zur Rückserie der noch laufenden Saison 1938/39 stellte Buckley es seinen Spielern frei, sich bei der freiwilligen Reserve zu melden und dieser nach Ablauf der Spielzeit beizutreten. Als der Spielbetrieb dann bereits nach nur drei Runden der Saison 1939/40 aufgrund des Zweiten Weltkriegs abgebrochen wurde, folgten viele Spieler dieser Empfehlung. Der Fußballsport wurde noch in regionalen Kriegsspielrunden aufrechterhalten, die den Vorteil hatten, dass die Reisedistanzen gering und demnach Spieler schneller für den Kriegsdienst abkömmlich waren. Zwischen September 1939 und April 1946 absolvierten die Wolves mehr als 230 Partien und gewannen in dieser Zeit zwei Titel. Neben der Meisterschaft 1940 in der „Midland Regional League“ war vor allem der Sieg im Wartime League North Cup zwei Jahre später durch ein 2:2 im Hin- und ein 4:1 im Rückspiel gegen Finalgegner AFC Sunderland ein Achtungserfolg. In der dazwischen liegenden Spielzeit 1940/41 hatte kein Spiel in Molineux stattgefunden, da das Stadion als Luftschutzzentrale belegt worden war. Im März 1944 trat Buckley von seinem Traineramt zurück und übergab die Nachfolge an Ted Vizard, einen ehemaligen walisischen Nationalspieler und FA-Cup-Sieger mit den Bolton Wanderers.

### Die „Ära Stan Cullis“ (1948–1964)
| Die „Wolves“ in der Football League |      |       |        |             |
| Saison                              | Liga | Platz | Punkte | Torquotient |
| 1946/47                             | 1    | 3/22  | 56     | 1,750       |
| 1947/48                             | 1    | 5/22  | 47     | 1,186       |
| 1948/49                             | 1    | 6/22  | 46     | 1,197       |
| 1949/50                             | 1    | 2/22  | 53     | 1,551       |
| 1950/51                             | 1    | 14/22 | 38     | 1,213       |
| 1951/52                             | 1    | 16/22 | 38     | 1,000       |
| 1952/53                             | 1    | 3/22  | 51     | 1,365       |
| 1953/54                             | 1    | 1/22  | 57     | 1,714       |
| 1954/55                             | 1    | 2/22  | 48     | 1,271       |
| 1955/56                             | 1    | 3/22  | 49     | 1,369       |
| 1956/57                             | 1    | 6/22  | 48     | 1,343       |
| 1957/58                             | 1    | 1/22  | 64     | 2,191       |
| 1958/59                             | 1    | 1/22  | 61     | 2,245       |
| 1959/60                             | 1    | 2/22  | 54     | 1,582       |
| 1960/61                             | 1    | 3/22  | 57     | 1,373       |
| 1961/62                             | 1    | 18/22 | 36     | 0,849       |
| 1962/63                             | 1    | 5/22  | 50     | 1,431       |
| 1963/64                             | 1    | 16/22 | 39     | 0,875       |

Bevor der Verein 1948 mit dem ehemaligen Mannschaftskapitän Stan Cullis in eine nächste langjährige Trainerära ging, knüpfte das Team in der ersten Saison der Football League nach dem Zweiten Weltkrieg an die zu Ende der 1930er Jahre gezeigten Leistungen an. Mit Platz 3 in der Saison 1946/47 verpassten die Wolves aufgrund einer 0:1-Heimniederlage am letzten Spieltag gegen den FC Liverpool wiederum nur knapp die Meisterschaft. Besonders auffällig war dabei der im Mai 1946 verpflichtete Jesse Pye, der sich in den folgenden Jahren zu einem der besten Torjäger der Wanderers entwickelte und im ersten Nachkriegsmeisterschaftsspiel drei Tore zum 6:1-Sieg gegen den FC Arsenal beitrug. Nach einem fünften Rang in der Saison 1947/48 wurde Vizard im Juni 1948 durch Cullis ersetzt, der bereits ein Jahr lang das Amt des Kotrainers neben Vizard ausgeübt hatte.
Cullis setzte wie sein Trainermentor Buckley auf eine gute Physis, prägte aber darüber hinaus einen neuen Spielstil. Neben den beiden Flügelspielern, die zumeist mit weiten Pässen bedient wurden, waren es zumeist gleich drei Innenstürmer, die jeweils aus einer zurückgezogenen Position je nach Spielsituation in die Sturmspitze stießen. Dazu kam ein außergewöhnlich offensiv orientierter Außenspieler auf der Halbposition. Angeführt von Kapitän Billy Wright und Offensivspielern wie Jimmy Mullen, Johnny Hancocks und neben dem bereits erwähnten Jesse Pye noch dem Schotten Jimmy Dunn und dem Nordiren Sammy Smyth zog die Mannschaft bereits im ersten Trainerjahr von Cullis nach Siegen gegen den FC Chesterfield, Sheffield United, den FC Liverpool und den Erzrivalen West Bromwich Albion sowie einem Arbeitssieg nach einem Wiederholungsspiel gegen Manchester United ins FA-Cup-Endspiel gegen Leicester City ein. Zwei Pye-Tore per Kopfball und Drehschuss in der ersten Halbzeit sorgten dort für eine schnelle Entscheidung und nach dem dritten Treffer durch Sammy Smyth zum 3:1-Endstand gewannen die Wolves zum dritten Mal – aber erstmals im Wembley-Stadion – den englischen Pokal. In der folgenden Spielzeit misslang die Titelverteidigung zwar aufgrund des Ausscheidens in der fünften Runde, aber in der Liga holte die Mannschaft nach Platz 6 in der Vorsaison die dritte Vizemeisterschaft – gegenüber dem neuen Meister FC Portsmouth gab nur der schlechtere Torquotient den Ausschlag. Im Anschluss an die Weltmeisterschaft in Brasilien, die für England mit Mannschaftsführer Wright mit einem enttäuschenden Vorrundenaus geendet hatte, brachen die Leistungen der Wanderers in den nun folgenden beiden Ligaspielzeiten ein. Nach einem Negativlauf von 13 Niederlagen in 17 Spielen stand zunächst nur Platz 14 zu Buche, der im Jahr darauf mit dem 16. Rang sogar noch unterboten wurde. Pye verließ daraufhin den Klub und neben der Verpflichtung des Amateurnationalspielers Bill Slater setzte Cullis auf weitgehende Umstrukturierungen. Auch die Beförderung der aufstrebenden „Eigengewächse“ Eddie Clamp und Colin Booth in den Profikader setzte die „arrivierten“ Spieler unter Druck. Die Maßnahmen führten zur Trendwende in der Saison 1952/53, die mit dem dritten Platz und in Reichweite zum neuen Meister FC Arsenal belohnt wurde.
Mit attraktivem Offensivfußball spielte die Cullis-Elf in der Saison 1953/54 trotz einer Pokalniederlage gegen den Zweitligisten Birmingham City wieder um die Meisterschaft und hatte nun erstmals die Nase vorn. Das Team verlor ab Dezember 1953 nur noch zwei Partien und der 1:0-Sieg beim Konkurrenten West Bromwich Albion hatte eine Schlüsselfunktion, da sich die „Baggies“ von dieser Niederlage anschließend nicht mehr erholten. Die Mannschaft, die in der 55. Spielzeit der Football League erstmals die englische Meisterschaft nach Wolverhampton holte, bestand aus dem Torhüter Bert Williams, den Abwehr- und Halbspielern Jack Short, Roy Pritchard, Bill Slater, Bill Shorthouse und Billy Wright sowie im Angriff aus den Flügelspielern Johnny Hancocks und Jimmy Mullen sowie im Zentrum aus Roy Swinbourne, Peter Broadbent und Dennis Wilshaw. In der Spielzeit 1954/55 war die Titelverteidigung lange möglich, bis eine 0:1-Niederlage beim neuen Meister FC Chelsea an der Stamford Bridge durch einen umstrittenen Elfmeter von Peter Sillett und drei Niederlagen in den letzten fünf Spielern für den Fall auf den zweiten Platz sorgten. Am Ende der Saison 1955/56 belegte die Mannschaft dann zwar erneut Rang 3, war nun aber im Meisterschaftsrennen gegen die aufstrebenden „Busby Babes“ von Manchester United – wie auch im Jahr darauf mit Platz 6 – chancenlos.
Zur zweiten Hälfte der 1950er Jahre setzte der Klub aber zu einer zweiten dominanten Phase im englischen Fußball an. Er gewann in der Spielzeit 1957/58 seine zweite englische Meisterschaft und verpasste den vom FC Arsenal aufgestellten Rekord von 66 Punkten sogar nur minimal. Trotz einer frühen Pleite bei der ersten Teilnahme am Europapokal der Landesmeister gegen den deutschen Meister FC Schalke 04 hielt die Vorherrschaft in der heimischen Liga auch danach an und in der letzten Spielzeit mit Billy Wright und Jimmy Mullen hielt sich der alte und neue Meister die Konkurrenz mit 28 Siegen deutlich auf Distanz. Der nächste Triumph folgte 1960 mit dem Gewinn des FA Cups, der durch einen 3:0-Sieg in einem einseitigen Finale gegen die Blackburn Rovers zustande kam. Den „Meisterschaftshattrick“ und damit das mögliche „Double“ verhinderte der FC Burnley, der erst am letzten Spieltag der Saison 1959/60 mit einem 2:1-Sieg bei Manchester City die Tabellenführung eroberte. Im Jahr darauf zogen die Wolves in der ersten Auflage des Europapokals der Pokalsieger ins Halbfinale ein und verloren dort gegen die Glasgow Rangers. In der englischen Meisterschaft belegte das Team noch einmal den dritten Platz; die große Zeit der Wolves war aber nun offensichtlich vorüber.
Es folgte der Absturz in den Tabellenkeller, wobei mit dem 18. Tabellenplatz in der Saison 1961/62 erst durch gute Resultate in der Zeit um Ostern herum der Abstieg vermieden wurde. Trotz einer kurzfristigen Erholung in der Saison 1962/63, als die Wolves noch einmal den fünften Platz errangen und zwischenzeitlich sogar die Tabelle anführten, zeigte die sportliche Tendenz mittelfristig deutlich nach unten. Nach dem 16. Rang in der Spielzeit 1963/64 belegte das Cullis-Team zu Beginn der anschließenden Saison den letzten Platz und die Vereinsführung, die erst im Juli 1964 mit John Ireland ihren neuen Vorsitzenden gefunden hatte, entließ den langjährigen Trainer im September desselben Jahres. Rückblickend war die Cullis-Ära die mit Abstand erfolgreichste Zeit in der Geschichte des Vereins: die Wanderers gewannen drei Mal die englische Meisterschaft und 1949 sowie 1960 den FA Cup. Durch zwei Spiele im Jahr 1954 gegen die Mannschaften von Kispest-Honvéd Budapest und Spartak Moskau, die das Team beide gewann (gegen Budapest nach 0:2-Rückstand noch 3:2, gegen Moskau 4:0), wurde die Mannschaft von der englischen Presse sogar zum „Weltmeister“ gekürt, was wiederum in den Ländern außerhalb Englands für Unmut sorgte und mit dafür verantwortlich war, dass ein Europapokal der Landesmeister ins Leben gerufen wurde.

### Pokalfinalspiele und Abstiegskämpfe (1964–1984)
| Die „Wolves“ in der Football League |      |       |        |                           |
| Saison                              | Liga | Platz | Punkte | Torquotient/ Tordifferenz |
| 1964/65                             | 1    | 21/22 | 30     | 0,663                     |
| 1965/66                             | 2    | 6/22  | 50     | 1,426                     |
| 1966/67                             | 2    | 2/22  | 58     | 1,833                     |
| 1967/68                             | 1    | 17/22 | 36     | 0,880                     |
| 1968/69                             | 1    | 16/22 | 35     | 0,707                     |
| 1969/70                             | 1    | 13/22 | 40     | 0,965                     |
| 1970/71                             | 1    | 4/22  | 52     | 1,185                     |
| 1971/72                             | 1    | 9/22  | 47     | 1,140                     |
| 1972/73                             | 1    | 5/22  | 47     | 1,222                     |
| 1973/74                             | 1    | 12/22 | 41     | 1,000                     |
| 1974/75                             | 1    | 12/22 | 39     | 1,056                     |
| 1975/76                             | 1    | 20/22 | 30     | 0,750                     |
| 1976/77                             | 2    | 1/22  | 57     | +39                       |
| 1977/78                             | 1    | 15/22 | 36     | −13                       |
| 1978/79                             | 1    | 18/22 | 34     | −24                       |
| 1979/80                             | 1    | 6/22  | 47     | +11                       |
| 1980/81                             | 1    | 18/22 | 35     | −12                       |
| 1981/82                             | 1    | 21/22 | 40     | −31                       |
| 1982/83                             | 2    | 2/22  | 75     | +24                       |
| 1983/84                             | 1    | 22/22 | 29     | −53                       |

Andy Beattie übernahm sechs Wochen nach der Entlassung von Cullis auf Interimsbasis die sportliche Leitung. Der ehemalige schottische Nationaltrainer tätigte in der Weihnachtszeit 1964 mit dem Kauf von Dave Wagstaffe eine wichtige Personalie, war jedoch insgesamt trotz des Viertelfinaleinzugs im FA Cup wenig erfolgreich. Am Ende der Spielzeit 1964/65 stieg er mit seiner neuen Mannschaft aus der ersten Liga ab und ließ in der Tabelle nur Birmingham City hinter sich, das „ironischerweise“ nun von Stan Cullis betreut wurde. Nur ein Jahr nach seiner Berufung wurde Beattie – im Anschluss an eine 3:9-Niederlage beim FC Southampton – wieder entlassen und im September 1965 von seinem Kotrainer Ronnie Allen beerbt.
Mit neuen Spielern wie Ernie Hunt und ab März 1966 Mike Bailey sowie dem späteren „Weltmeister“ Ron Flowers, der aus der siegreichen Mannschaft der 1950er Jahre noch verblieben war, gelang Allen die Trendwende. Endete die Saison 1965/66 noch damit, dass mit dem sechsten Platz der Aufstieg verpasst wurde, gelang die Rückkehr ins Oberhaus des englischen Fußballs bereits ein Jahr später – mit acht siegreichen Spielen in Serie im Frühling 1967 gewannen die Wolves hinter Coventry City den Vizetitel. Eine Premiere feierte der Klub in derselben Spielzeit mit der erstmaligen Teilnahme am Ligapokal, die mit einer deutlichen 0:5-Pleite gegen den FC Fulham schon in der dritten Runde endete. Besonders auffällig waren am Ende die Leistungen des erst im März 1967 verpflichteten nordirischen Mittelstürmers Derek Dougan, der als „Doog“ zum Publikumsliebling wurde.
In der englischen Liga-Sommerpause nahmen die Wolves an einem Turnier des US-amerikanischen Fußballverbands United Soccer Association teil und traten unter dem Namen „Los Angeles Wolves“ an. Sie gewannen die Runde der „West-Vereine“ und siegten danach gegen den Ost-Meister „Washington Whips“ (alias FC Aberdeen). Die sportliche Bedeutung der Veranstaltung war insgesamt nachrangig; dennoch beeindruckten die Leistungen des Aberdeener Spielers Frank Munro derart, dass dieser im Dezember 1967 zu den Wolves stieß und zu einer festen Größe wurde. In der spielfreien Zeit des Sommers 1969 kehrten die Wolves noch einmal in den US-Profifußball zurück, als sie für Kansas City Spurs die erste Hälfte der zweiten NASL-Saison, den sogenannten International Cup gegen andere Profimannschaften von den britischen Inseln – unter anderem Aston Villa, West Ham United und Dundee United – gewannen. In der heimischen Liga fand sich der Klub im Abstiegskampf der First Division wieder und belegte im Mai 1968 den 17. Rang.
Auch in den folgenden zwei Jahren agierte der Klub, zu dem im Februar 1968 mit Außenverteidiger Derek Parkin der künftige Rekordeinsatzspieler und kurze Zeit später mit Mittelfeldspieler Kenny Hibbitt ein weiterer „Dauerbrenner“ gestoßen waren, in der unteren Tabellenhälfte und zeigte sich in den heimischen Pokalwettbewerben genauso wenig erfolgreich. Der Mannschaft, die seit November 1968 von Bill McGarry betreut wurde, gelang aber in der Saison 1970/71 mit dem vierten Rang die beste Platzierung seit zehn Jahren und gewann darüber hinaus nach einem Finalsieg gegen das schottische Heart of Midlothian den Texaco Cup. Die gute Ligaplatzierung berechtigte für die Teilnahme am erstmals ausgetragenen UEFA-Pokal, wo die Wolves nach Siegen gegen Académica Coimbra, den FC Den Haag, den FC Carl Zeiss Jena, Juventus Turin und Ferencváros Budapest im innerenglischen Endspiel gegen Tottenham Hotspur unterlagen waren – eine enttäuschende 1:2-Heimniederlage im Hinspiel wurde beim 1:1 im Rückspiel nicht mehr wettgemacht. In der Liga belegte das Team einen durchschnittlichen neunten Platz, war aber dennoch an der Meisterschaftsentscheidung beteiligt, als am letzten Spieltag der erst zwei Tage zuvor gekürte FA-Cup-Sieger Leeds United mit 2:1 besiegt wurde, der damit das „Double“ verpasste. Der Aufwärtstrend hielt auch in der Saison 1972/73 an, als neben dem fünften Meisterschaftsplatz in den beiden heimischen Pokalwettbewerben das Halbfinale erreicht wurde. Im Ligapokal kam der Verein 1974 nach 14 Jahren wieder zu einem Titelgewinn, wobei im Finale die Tore von Kenny Hibbitt und John Richards für den 2:1-Sieg gegen Manchester City sorgten. Dieser Erfolg konnte aber den Eindruck nicht verhindern, dass die Tendenz wieder nach unten zeigte. Nach zwei zwölften Plätzen in den Jahren 1974 und 1975 mussten die Wolves am Ende der Spielzeit 1975/76 den Gang in die zweite Liga antreten. Maßgeblich dafür verantwortlich war ein missratener Saisonstart mit nur zwei Siegen in 15 Partien und am letzten Spieltag eine Heimniederlage gegen den FC Liverpool, der sich damit gleichzeitig die Meisterschaft sicherte.
Sowohl in der Vereinsführung mit dem neuen Vorsitzenden Harry Marshall als auch in der Trainerfrage mit der Verpflichtung von Sammy Chung stellte sich der Klub neu auf, blieb aber in den Mannschaftsteilen weitgehend aus den Erstligaspielern bestehen und kehrte nach einem 1:1 im vorletzten Saisonspiel gegen Mitaufsteiger FC Chelsea umgehend als Zweitligameister wieder in die First Division zurück. Dort fand sich die Mannschaft trotz zweier Siege in den Auftaktspielen der Saison 1977/78 wieder im Kampf um den Klassenerhalt wieder, der letztlich mit vier Punkten Abstand auf die Relegationsplätze gelang. In der anschließenden Spielzeit 1978/79 zog das Team, das mit John Barnwell im November 1978 einen neuen Trainer bekam, wieder einmal ins FA-Cup-Halbfinale ein und unterlag dort dem FC Arsenal mit 0:2. Die Meisterschaftsrunde verlief mit Platz 18 durchwachsen, aber nach der anschließenden Verpflichtung von Emlyn Hughes, der umgehend neuer Mannschaftskapitän wurde, kämpften sich die Wolves auf einen überraschend guten sechsten Platz in der Saison 1979/80 herauf. Dazu kam der zweite Ligapokal-Erfolg im selben Jahr, als das wiedererstarkte Team im Finale nach einem Tor von Andy Gray den hohen Favoriten und zweimaligen europäischen Landesmeister Nottingham Forest mit 1:0 niederrang.
Die gesteigerten Erwartungen wurden fortan wieder enttäuscht. Mit dem nochmaligen Einzug ins FA-Cup-Halbfinale setzte der Klub 1981 noch einmal ein Ausrufezeichen, aber nach einem Fall auf Platz 18 in der Meisterschaftssaison 1980/81 stieg der Klub in der Spielzeit 1981/82 als Tabellenvorletzter ab. Dabei machten die Wolves vielmehr außerhalb des Platzes von sich reden und nach der Demission von John Barnwell im November 1981 folgten mit Ian Ross (übergangsweise bis Februar 1982) und Ian Greaves (bis August 1982) nur Kurzzeitverpflichtungen im Traineramt. Dabei hatte die Vereinsführung zuvor mit Alex Ferguson für das Traineramt und Michel Platini für den Spielerkader „große Namen“ gehandelt. Stattdessen offenbarte der Verein im Sommer 1982 ein finanzielles Loch in Höhe von 2,5 Millionen Pfund, das bis zur Rettung eines Konsortiums – angeführt von dem ehemaligen Spieler Derek Dougan – fast zur Auflösung des Klubs geführt hätte. Der ehemalige Vorsitzender John Ireland kehrte als Präsident zurück und mit Graham Hawkins wurde ein vormaliger Spieler der Wolves zur Saison 1982/83 der bereits dritte Trainer im Jahr. Die Mannschaft verkraftete die Turbulenzen im Sommer 1982 gut und zeigte sich speziell gegen Ende der Spielzeit mit nur einer Niederlage in 14 Ligaspielen nervenstark, womit die direkte Rückkehr in die englische Eliteklasse hinter Zweitligameister Queens Park Rangers gelang. Als „Fahrstuhlmannschaft“ zu Beginn der 1980er Jahre war aber auch der erneute Aufenthalt in der First Division nicht auf Dauer und mit dem schlechtesten Saisonstart in der Klubgeschichte ging es als Tabellenletzter der Spielzeit 1983/84 auf direktem Weg zurück in die Second Division. Dabei wurde Graham Hawkins im April 1984 entlassen und unter Interimstrainer und Ex-Torhüter Jim Barron spielte das Team die Saison zu Ende.

### Der Abschied aus der Erstklassigkeit (1984–2000)
| Die „Wolves“ in der Football League |      |       |        |              |
| Saison                              | Liga | Platz | Punkte | Tordifferenz |
| 1984/85                             | 2    | 22/22 | 33     | −42          |
| 1985/86                             | 3    | 23/24 | 43     | −41          |
| 1986/87                             | 4    | 4/24  | 79     | +19          |
| 1987/88                             | 4    | 1/24  | 90     | +39          |
| 1988/89                             | 3    | 1/24  | 92     | +47          |
| 1989/90                             | 2    | 10/24 | 67     | +6           |
| 1990/91                             | 2    | 12/24 | 58     | ±0           |
| 1991/92                             | 2    | 11/24 | 64     | +7           |
| 1992/93                             | 2    | 11/24 | 61     | +1           |
| 1993/94                             | 2    | 8/24  | 68     | +13          |
| 1994/95                             | 2    | 4/24  | 76     | +16          |
| 1995/96                             | 2    | 20/24 | 55     | −6           |
| 1996/97                             | 2    | 3/24  | 76     | +17          |
| 1997/98                             | 2    | 9/24  | 65     | +4           |
| 1998/99                             | 2    | 7/24  | 73     | +20          |
| 1999/00                             | 2    | 7/24  | 74     | +16          |

Der im Juni 1984 verpflichtete Trainer Tommy Docherty verstand es nicht, die Mannschaft wieder in den Kreis der Aufstiegsaspiranten zurückzuführen und musste stattdessen mit ansehen, wie seine Mannen nach einem halbwegs guten Start mit sieben Niederlagen in Serie mit voller Kraft in Richtung Tabellenende durchgereicht wurden. Am Ende stieg er als Tabellenletzter auf direktem Wege in die dritte Liga ab und nahm zum Saisonende – wie bereits Dougan im Januar 1985 – seinen Hut. Wieder einmal wurde die Liquidität erst kurzfristig gesichert, und mit gemischten Gefühlen ging das Team mit Interimstrainer Sammy Chapman in die erste Drittligasaison seit 1924. Ab September 1985 übernahm der Ex-Trainer Bill McGarry wieder die Leitung, bevor unter der Führung von Chapman die Saison, die einen weiteren Tiefpunkt bringen sollte, zu Ende gespielt wurde. In einem Umfeld schwindender Zuschauerzahlen, stetig schwacher Mannschaftsleistungen und der Ungewissheit, ob die finanziellen Mittel für den Spielbetrieb ausreichen, stürzte der Verein 1986 als Vorletzter der Third Division in die viertklassige Fourth Division ab. Im Sommer des Jahres bestand zudem die akute Gefahr, dass der Verein aufgelöst werden musste. Erst am 5. August 1986 schnürte die Verwaltung der Stadt Wolverhampton mit der Supermarktkette Asda und dem Immobilienunternehmen Gallagher Estates Limited ein Paket, das vorsah, dass die Stadtverwaltung das Molineux-Stadion sowie weitere Grundstücke und Gebäude aus dem Besitz des Vereins übernahm, während die beiden Unternehmen die offenen Verbindlichkeiten abbezahlten – neun Tage später segnete die Football League diesen Plan ab und sicherte dem Verein dadurch sein Fortbestehen. Neuer Eigentümer wurde ein Konsortium um Richard Homden und Jack Harris und als künftiger Mäzen diente der mehrfache Millionär Jack Hayward, der zunächst Präsident wurde, 1990 den Klub vollständig aufkaufte und in diesen bis 2006 mehr als 40 Millionen Pfund investierte.
Mit Brian Little fand die neue Vereinsführung schnell einen Trainernachfolger für Chapman, besetzte die Position aber bereits im Oktober mit Graham Turner neu. Dieser entdeckte bei der 0:3-Niederlage im FA Cup gegen den Amateurklub FC Chorley die Schwierigkeit seiner Aufgabe, tätigte aber mit der Verpflichtung von Steve Bull einen Kauf, der sich in den nächsten Jahren (auch vor dem Hintergrund der geringen Ablösesumme: im „Paket“ mit Außenverteidiger Andy Thompson für nur 65.000 Pfund) als Glücksgriff erwies. Mit dem vierten Platz erreichten die Wolves die Play-off-Spiele, verpassten dort aber den Wiederaufstieg aufgrund der Niederlage gegen den FC Aldershot. In den beiden Spielzeiten zwischen 1987 und 1989 allerdings machte sich die Mannschaft auf, die durch den Fall in die Viertklassigkeit erlittene Demütigung zu korrigieren. Allen voran war es Steve Bull, der mit 52 Pflichtspieltoren die Wolves fast im Alleingang zur Viertligameisterschaft und „nebenbei“ noch zum Gewinn der Sherpa Van Trophy führte. Mit fast demselben Kader gelang in der Saison 1988/89 als Drittligameister der direkte Durchmarsch in die zweite Liga und beinahe hätte Bull, der als erster Akteur der Third Division zum englischen Nationalspieler wurde, mit 50 Toren diese vorherige Bestmarke egalisiert. Obwohl den Torjäger schließlich seine 27 Tore in der Spielzeit 1989/90 zur WM 1990 in Italien brachten, war in der Second Division die Zeit der „einfachen Siege“ vorbei; das Team belegte aber mit dem zehnten Rang einen komfortablen Platz jenseits aller Abstiegssorgen.
Nach einem weiteren Mittelfeldplatz in der anschließenden Spielzeit 1990/91 sah Hayward die Zeit gekommen, dem Verein durch hohe Investitionen zu einem weiteren Entwicklungsschritt zu verhelfen. Dazu stieß er das bereits lange Zeit geplante Projekt einer Stadionrenovierung an und stattete Trainer Turner zudem mit einem üppigen Budget für den Spielerbereich aus. Mit einem guten Start in die Saison 1991/92 schien sich dies auch auszuzahlen, aber nach zehn Niederlagen aus den anschließenden zwölf Spielen kam das Team plötzlich der Abstiegszone bedrohlich nahe. Der Verein überwand jedoch diese Krise, in der Turners Position massiv in Frage gestellt wurde, und schloss die Spielzeit noch auf dem elften Platz ab. Durch die Beförderung von Jack Haywards Sohn Jonathan zum neuen Vorsitzenden und der Besetzung weiterer Vorstandsmitglieder richtete sich die Vereinsführung neu aus, aber auch die Strukturveränderungen konnten nicht verhindern, dass die Wolves in der Saison 1992/93 – die zweite Liga wurde nach Einführung der Premier League nun „First Division“ genannt – wieder mit dem elften Rang ganze 15 Punkte von den Aufstiegs-Playoffs entfernt waren. Zur Spielzeit 1993/94 verließ Bulls langjähriger Sturmpartner Andy Mutch den Verein und wurde umgehend durch den irischen Nationalspieler David Kelly ersetzt. Weitere Verpflichtungen brachten neuen Optimismus hervor, der auch durch die Fertigstellung des Umbaus von Molineux hin zu einem reinen Sitzplatzstadion – das damit den Anforderungen des Taylor-Reports für Erstligafußball genügte – im Dezember des Jahres genährt wurden. Die Leistungen hielten damit aber nicht Schritt und frühe Niederlagen in den Pokalwettbewerben sowie ein stetiger Platz im „trüben Ligamittelfeld“ sorgten für Turners Entlassung im März 1994, wobei eine 0:3-Niederlage beim FC Portsmouth den Anlass gab.
Mit dem ehemaligen englischen Nationaltrainer Graham Taylor fand wie zuvor Turner ein ehemaliger sportlicher Leiter von Aston Villa zu den Wanderers. Drei Punkte fehlten letztlich zum Saisonende zur Teilnahme an den Ausscheidungsspielen, aber mit steigenden Zuschauerzahlen ging der Verein zuversichtlich in die Spielzeit 1994/95. Nicht weniger als 17 Spieler setzte Taylor auf die Transferliste und tätigte mit den Flügelspielern Tony Daley und Steve Froggatt zwei Millionenkäufe. Obwohl das Team mit zwischenzeitlich zehn verletzten Spielern – dabei war besonders die Verletzung von Daley, der in der Saison nur in einem Spiel elf Minuten zum Einsatz kam, besonders bitter – zu kämpfen hatte, qualifizierte sich die Mannschaft für die Play-offs, unterlag dort aber den Bolton Wanderers. Die anfängliche Skepsis in der Anhängerschaft gegenüber Taylor schien jedoch überwunden und mit weiteren kostspieligen Neueinkäufen, wie den Verteidigern Eric Young und Dean Richards (letzterer für die Vereinsrekord-Ablösesumme von 1,85 Millionen Pfund), rüstete der Klub personell weiter auf. Die ersten zehn Wochen der Saison 1995/96 brachten jedoch große Ernüchterungen nach sich und nach einem 0:0 gegen Charlton Athletic entließ die Vereinsführung Turner im November 1995 und bestimmte den Schotten Mark McGhee zum Nachfolger, der wiederum dafür seine noch laufende Tätigkeit bei Leicester City kündigte. McGhee, der sich unmittelbar nach seiner Ankunft über den mangelnden physischen und taktischen Zustand der Mannschaft beklagte, fand sich schnell im Abstiegskampf wieder und rettete den Klassenerhalt mit Platz 20 nur knapp. Mit neuem Personal, das McGhee neben Keith Curle von Manchester City mit Steve Gorica und Iwan Roberts vor allem aus seinem alten Verein Leicester City rekrutierte, spielten die Wolves 1997 lange um einen direkten Aufstiegsplatz. Der zweite Platz ging jedoch am Ende an den FC Barnsley und Crystal Palace verhinderte im Playoff-Halbfinale die erstmalige Teilnahme an der Premier League vorzeitig. Auch in der anschließenden Saison 1997/98 sah es nach einer erfolgreichen Spielzeit aus. Das Team schied erst im Halbfinale gegen den FC Arsenal im FA Cup aus, aber die Aufstiegsträume zerplatzten aufgrund eines schwachen Saisonausklangs mit nur einem Sieg in den letzten acht Spielen, wodurch nur noch der neunte Platz „jenseits von Gut und Böse“ übrig blieb.
Trotz eines guten Auftakts in die Saison 1998/99 mit vier Siegen in Serie manövrierte sich die Mannschaft mit nur zwei Erfolgen in zwölf Partien wieder in eine sportliche Krise, die McGhees Entlassung im November 1998 zur Folge hatte. Sein Kotrainer Colin Lee übernahm die Leitung und verpasste trotz leichter Konsolidierung den Aufstieg auf dem siebten Abschlusstabellenplatz. Mehrere zentrale Spieler verließen anschließend den Verein, wie beispielsweise der neue Jungstar Robbie Keane für die Rekordablöse von sechs Millionen Pfund zu Coventry City, oder beendeten wie im Falle von Steve Bull ihre Karriere. Dadurch bekam die Mannschaft, die in der Saison 1999/2000 wieder auf dem siebten Platz landete, plötzlich ein Problem im Offensivspiel und schoss mit 64 Treffern für einen Aufstiegskandidaten zu wenig Tore.

### Die Wölfe im 21. Jahrhundert (seit 2000)
| Die „Wolves“ in der Football League und der Premier League |      |       |        |              |
| Saison                                                     | Liga | Platz | Punkte | Tordifferenz |
| 2000/01                                                    | 2    | 12/24 | 55     | −03          |
| 2001/02                                                    | 2    | 03/24 | 86     | +33          |
| 2002/03                                                    | 2    | 05/24 | 76     | +37          |
| 2003/04                                                    | 1    | 20/20 | 33     | −39          |
| 2004/05                                                    | 2    | 09/24 | 66     | +13          |
| 2005/06                                                    | 2    | 07/24 | 67     | +08          |
| 2006/07                                                    | 2    | 05/24 | 76     | +03          |
| 2007/08                                                    | 2    | 07/24 | 70     | +05          |
| 2008/09                                                    | 2    | 01/24 | 90     | +28          |
| 2009/10                                                    | 1    | 15/20 | 38     | −24          |
| 2010/11                                                    | 1    | 17/20 | 40     | −20          |
| 2011/12                                                    | 1    | 20/20 | 25     | −42          |
| 2012/13                                                    | 2    | 23/24 | 51     | −14          |
| 2013/14                                                    | 3    | 01/24 | 103    | +58          |
| 2014/15                                                    | 2    | 07/24 | 78     | +14          |
| 2015/16                                                    | 2    | 14/24 | 58     | −05          |
| 2016/17                                                    | 2    | 15/24 | 58     | −04          |
| 2017/18                                                    | 2    | 01/24 | 99     | +43          |
| 2018/19                                                    | 1    | 07/20 | 57     | +01          |
| 2019/20                                                    | 1    | 07/20 | 59     | +11          |
| 2020/21                                                    | 1    | 13/20 | 45     | −16          |
| 2021/22                                                    | 1    | 10/20 | 51     | −05          |
| 2022/23                                                    | 1    | 13/20 | 41     | −27          |
| 2023/24                                                    | 1    | 14/20 | 46     | −15          |
| 2024/25                                                    | 1    | 16/20 | 42     | −15          |

In der Hinrunde der Saison 2000/01 gewannen die Wolves nur zwei Ligaspiele und bereits vor Weihnachten reagierte der Verein mit der Entlassung von Colin Lee. Mit Dave Jones, dem ehemaligen Trainer des FC Southampton, ging die Mannschaft in die Rückserie und zeigte kontinuierlich bessere Leistungen, die aber aufgrund der Bürde der schlechten Resultate zu Saisonbeginn nur mit einem Mittelfeldplatz belohnt wurden. Jones gestaltete die Mannschaft daraufhin nach seinen eigenen Vorstellungen um und auch während der Saison 2001/02 bekam die Mannschaft nach der Verpflichtung des Stürmers Kenny Miller und vor allem im Mittelfeld mit Colin Cameron, Mark Kennedy, Shaun Newton und Alex Rae eine völlig neue Gestalt. Sie kämpfte hinter dem enteilenden Zweitligameister Manchester City gegen den Lokalrivalen West Bromwich Albion um den zweiten Platz und damit um den direkten Aufstieg in die Premier League. Erst im letzten Monat überholte WBA die Wolves, so dass diese auf dem dritten Rang in die Play-off-Spiele mussten und dort im Halbfinale mit einer Niederlage gegen Norwich City auch die zweite Chance verspielten. In der Spielzeit 2002/03 war das Erreichen eines direkten Aufstiegsplatz bereits zu einem frühen Zeitpunkt außer Reichweite, aber mit dem fünften Platz qualifizierte sich die Mannschaft ein weiteres Mal für die Play-off-Spiele. Dort schaltete das Team im Halbfinale den FC Reading aus, bevor mit einem viel umjubelten 3:0-Finalerfolg gegen Sheffield United im Millennium Stadium zu Cardiff die Rückkehr in die erste Liga und die erste Teilnahme an der Premier League gesichert wurde.
Die Freude über die Rückkehr in das englische Oberhaus verflog schnell. Erst das achte Saisonspiel wurde gewonnen und abgesehen von einem weit beachteten 1:0-Sieg gegen Manchester United stellten sich die Probleme speziell in den Auswärtsspielen dar, wo die Wolves in der gesamten Saison sieglos blieben. Gemeinsam mit den punktgleichen Leicester City und Leeds United ging es daher nach nur einem Jahr wieder zurück in die zweite Liga. Der Negativlauf nahm aber auch dort seine Fortsetzung und bereits im November 2004 sah es danach aus, als könnte ein direkter Absturz in die dritte Liga möglich sein. David Jones wurde daraufhin entlassen und erklärte sich enttäuscht, dass ihm Jack Hayward ein mündlich zugesagtes Transferbudget in Höhe von 20 Millionen Pfund verweigert hatte und nun den Verein zum Verkauf anbot. Jones’ Nachfolger wurde der ehemalige englische Nationalspieler und -trainer Glenn Hoddle, dem es in den verbleibenden 25 Ligaspielen gelang, nur noch einmal zu verlieren. Da aber auch 15 Remis nur 15 Punkte einbrachten, blieben die Aufstiegsränge in der Saison 2004/05 mit dem neunten Platz weit entfernt. Auch in der Spielzeit 2005/06 sorgten gleich 19 Unentschieden dafür, dass die Wolves zwar nicht einfach zu besiegen waren, aber letztlich auch den Platz unter den besten sechs Mannschaften, der lange Zeit möglich schien, verhinderten. Obwohl sich die Vereinsführung zufrieden mit der beständigen Arbeit von Glenn Hoddle zeigte, äußerten sowohl die Anhängerschaft als auch die einheimischen Medien ihren Unmut und erzeugten einen immer größeren Druck, der dazu führte, dass Hoddle am 1. Juli 2006 von seinem Amt zurücktrat.
Neben dem Trainerwechsel zu Mick McCarthy fanden vor allem im Vorstand weitreichende Personaländerungen statt, der vor allem den Rücktritt von Rick Hayward, einem weiteren Sohn von Jack Hayward, beinhaltete. McCarthy, ein vormaliger irischer Nationaltrainer, brachte mit Gary Breen seinen ehemaligen Mannschaftskapitän vom AFC Sunderland mit und trotz gegenteiliger Prognosen in der Medienlandschaft, nach denen den Wolves nur ein unterer Mittelfeldplatz zugetraut wurde, erreichte die Mannschaft zum Ende der Saison 2006/07 den fünften Platz und stand anschließend im Play-off-Halbfinale wieder dem Rivalen West Bromwich Albion gegenüber. Dort unterlagen die Wanderers mit 2:3 und 0:1, wobei die plötzliche Verletzung des Stammtorhüters Matt Murray eine deutliche Schwächung war. Am 21. Mai 2007 veräußerte Jack Hayward den Verein an Steve Morgan, der für den Kaufpreis von zehn Pfund die Zusage über eine Investition in Höhe von 30 Millionen Pfund erteilte. In der Folgesaison 2007/08 verpasste der Klub erneut siebtplatziert ganz knapp die Play-offs. Entscheidend war eine um nur zwei Treffer schlechtere Tordifferenz gegenüber dem FC Watford. In der Saison 2008/09 sicherten sich die Wolverhampton Wanderers zwei Spieltage vor Saisonende als erster Aufsteiger die Teilnahme an der Premier League für die Saison 2009/10. Mit sieben Siegen aus den ersten acht Spielen hatte sich die Mannschaft schnell an die Tabellenspitze gesetzt und besonders der kreative Mittelfeldspieler Michael Kightly und der Torschützenkönig Sylvan Ebanks-Blake waren die Garanten für die letztlich überlegen gewonnene Zweitligameisterschaft.
Zurück in der Erstklassigkeit zeigte sich die Mannschaft beim zweiten „Premier-League-Abenteuer“ deutlich besser vorbereitet als sechs Jahre zuvor; Platz 15 und acht Punkte vor einem Abstiegsplatz brachten letztlich den sicheren Klassenerhalt. Die Methoden der „Wolves“, bei denen besonders Kevin Doyle zu gefallen wusste, blieben dabei zeitweise nicht unumstritten, da Trainer Mick McCarthy speziell im Dezember 2009 seine Mannschaft gegen Spitzenvereine schonte, um so gegen direkte Konkurrenten auf ausgeruhte Kräfte bauen zu können. Deutlich knapper wurde es im zweiten Jahr, als die Wolves trotz einer insgesamt besseren Punkteausbeute am letzten Spieltag mit einer Heimniederlage im Abstiegskampf darauf angewiesen waren, dass beide Konkurrenten Birmingham City und FC Blackpool ihre gleichzeitigen Duelle verloren. Der Abwärtstrend in der Tabelle hielt schließlich an und im Februar 2012 entließ die Vereinsführung McCarthy vorzeitig aus seinem noch laufenden Vertrag, nachdem seine Mannschaft zuvor in 25 Premier-League-Spielen nur 21 Punkte gesammelt hatte. Unter Assistenztrainer Terry Connor ging Wolverhampton in die Schlussphase der Saison 2011/12, aber am Ende stand bereits nach dem 31. Spieltag der Abstieg in die Zweitklassigkeit fest.
Am 11. Mai 2012 bestätigte Jez Moxey die Verpflichtung von Ståle Solbakken als neuen Trainer ab dem 1. Juli 2012. Solbakken wurde damit zum ersten nicht-britischen oder -irischen Trainer der „Wolves“. Aufgrund des enttäuschenden Saisonverlaufs gab der Club am 5. Januar 2013 die vorzeitige Trennung von Solbakken bekannt; Kevin Thelwell übernahm interimsweise dessen Funktion. Am Abend des nächsten Tages wurde Dean Saunders vom Drittligisten Doncaster Rovers als neuer Trainer verpflichtet. Saunders gelang es in den restlichen Saisonspielen nicht, den sportlichen Abwärtstrend zu stoppen und nach dem Abstieg in die dritte Liga folgte ihm Kenny Jackett nach, der kurz zuvor den FC Millwall ins FA-Cup-Halbfinale geführt hatte.
Unter Jackett gelang auf Anhieb die Rückkehr in die zweite Liga, wobei die 103 Punkte auf dem Weg zur Drittligameisterschaft 2014 einen neuen Vereinsrekord bedeuteten. Während man in der Spielzeit 2014/15 mit Platz 7 noch knapp die Playoff-Teilnahme verpasste, schlossen die Wölfen die beiden darauffolgenden Zweitliga-Saisons nur in der unteren Tabellenhälfte ab.
Zur Saison 2017/18 erfolgte ein großer Kader-Umbruch: 11 Spieler verließen den Verein. Im Gegenzug wurden insgesamt 22,2 Millionen Pfund für Neuzugänge ausgegeben. Dabei setzte man vor allem auf vielversprechende Talente aus Portugal, darunter Rúben Neves (2015 für den Golden Boy nominiert) und Diogo Jota. Mit Nuno Espírito Santo wurde zudem ein portugiesischer Trainer engagiert. Hinter diesem Konzept stand der Spielerberater Jorge Mendes, der als Transferberater der chinesischen Eigentümer fungiert. Von Beginn an spielten die Wolves in der Tabelle oben mit und übernahmen ab Oktober die Tabellenführung. Am 14. April 2018 gelang schließlich der Wiederaufstieg in die Premier League nach sechsjähriger Abwesenheit in der höchsten englischen Spielklasse.
Zur Premier-League-Saison 2018/19 verstärkte man sich für insgesamt 82 Millionen Pfund mit weiteren Spielern wie João Moutinho, Rui Patrício, Raúl Jiménez und Adama Traoré. Im FA-Cup-Halbfinale musste man sich trotz einer 2:0-Führung dem FC Watford mit 3:2 n. V. geschlagen geben. Zuvor hatten die Wolverhampton Wanderers bereits den FC Liverpool, Shrewsbury Town, Bristol City und Manchester United ausschalten können. Durch den Finalsieg Manchester Citys über Watford, konnten sich die Wolves über den 7. Platz in der Premier League für die Europa League in der Saison 2019/20 qualifizieren, die erste Teilnahme an einem Europapokal seit 1980/81.
In der Europa League zogen die Wolves als Gruppenzweiter hinter Sporting Braga in die K.O-Runde ein, wo man nach Siegen über Espanyol Barcelona und Olympiakos Piräus im Viertelfinale dem FC Sevilla unterlag. In der Premier League konnte nach anfänglichen Schwierigkeiten der 7. Platz verteidigt werden. Weil der achtplatzierte FC Arsenal den FA Cup gewann, berechtigte diese Platzierung allerdings nicht zur erneuten Teilnahme an der Europa League.
Die Saison 2020/21 verlief im Vergleich zu den beiden Vorjahren enttäuschend und endete mit dem 13. Platz. Mitverantwortlich für den Abschwung waren diverse Verletzungen. Unter anderem musste Espírito Santo wochenlang auf seinen Torjäger Jiménez verzichten. Zum Saisonende legte Nuno Espírito Santo sein Traineramt nach vierjähriger Tätigkeit nieder. Sein Nachfolger wurde Bruno Lage, der schon als Co-Trainer bei Sheffield Wednesday und Swansea City Erfahrung im englischen Fußball sammeln konnte. Nach 16 Monaten im Amt wurde Lage am 2. Oktober 2022 nach einer 0:2-Niederlage bei West Ham United entlassen. Zu diesem Zeitpunkt standen die Wolves mit sechs Punkten aus zehn Spielen auf dem 18. Platz. Lages Nachfolger Julen Lopetegui schaffte es, die Mannschaft aus der Abstiegszone zu befreien und auf Platz 13 zu führen. Im EFL Cup unterlag man erst im Viertelfinale Nottingham Forest im Elfmeterschießen. Zu Beginn der neuen Saison wurde er jedoch nach Streitigkeiten mit der Vereinsführung entlassen.
Seitdem werden die Wolves vom Engländer Gary O’Neil trainiert. Mit ihm erreichte der Klub erneut das Viertelfinale eines Pokals, diesmal im FA Cup. Dieses sollte gegen Coventry City stattfinden und als eines der denkwürdigsten K.O.-Spiele in der Geschichte des Wettbewerbs eingehen. Coventry City führte mit 0:1, anschließend trafen aber die Wolves in der 83. und 88. Minute und führten damit selbst mit 2:1. Allerdings gab sich der Zweitligist aus Coventry nicht geschlagen und siegte schlussendlich durch Tore in der siebten und zehnten Minute der Nachspielzeit mit 2:3. Diese Niederlage leitete bei den Wolves eine Durststrecke in der Premier League ein. Von den letzten zehn Ligaspielen gewann man nur eines und spielte zweimal remis. Am Ende fiel man schließlich auf den 14. Platz zurück.

## Spielstätten

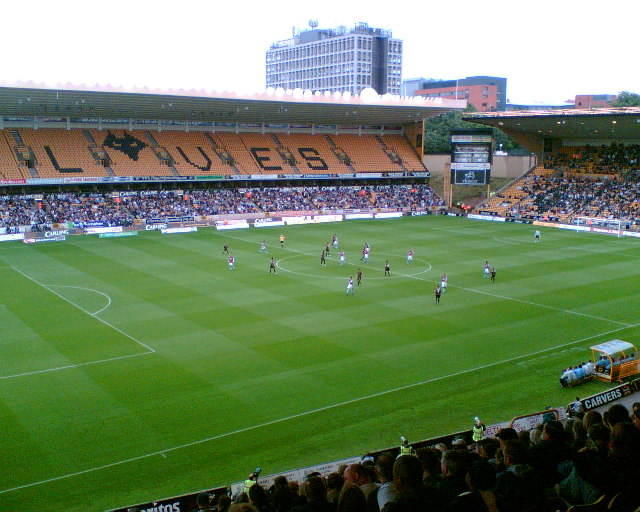
Die Innenansicht des Molineux Stadiums

Nachdem die Wolverhampton Wanderers zunächst bis Mai 1879 das Windmill Field und von August 1879 bis April 1881 John Harper’s Field jeweils an der Lower Villiers Street genutzt hatten, spielten sie an der Dudley Road, wo nach kontinuierlichen Ausbauten bereits Platz für bis zu 10.000 Zuschauer war. Obwohl von dieser Zeit in der ursprünglichen Heimat in Blakenhall heute nichts übrig geblieben ist, erinnert die in der Nähe gelegene „Wanderers Avenue“ an die frühen Jahre des Vereins.
Seit 1889 absolvierten die Wolves ihre Heimspiele im Molineux Stadium, das im Innenstadtbezirk Whitmore Reans liegt. Der Name „Molineux“ geht auf den Kaufmann Benjamin Molineux zurück, der an der Stelle sein Haus gebaut hatte. Die Northampton-Brauerei kaufte das Grundstück später auf und vermietete es ab 1889 es an die Wolverhampton Wanderers, die sich auf der Suche nach einer permanenten Heimspielstätte befunden hatten. Nach eifrigen Arbeiten wurde aus der Parkanlage binnen weniger Monate ein Fußballstadion, das ab dem 7. September 1889 für den Ligafußball bereitstand und bei der Premiere (2:0 gegen Notts County) 4.000 Zuschauern Platz bot. Als die Wolves 1953 als erster Verein eine Flutlichtanlage installierten, fanden in den 1950er Jahren eine Reihe von Freundschaftsspielen gegen namhafte Gegner aus aller Welt statt, die nicht selten von der BBC ins Fernsehen übertragen wurden. Alleine die Südtribüne beherbergte zu dieser Zeit circa 30.000 Zuschauer und als sich der Verein damals auf seinem Höhepunkt befand, kamen regelmäßig mehr als 50.000 Leute zu den Spielen. Während der 1980er Jahre durften gleich zwei große Tribünen nach der Valley-Parade-Feuerkatastrophe in Bradford aus Sicherheitsgründen nicht mehr benutzt werden und da auch die Leistungen bis zum Absturz in die vierte Liga nachließen, ging die Kapazität und der Zuschauerzuspruch deutlich zurück.
Zwischen 1991 und 1993 baute der Verein das Molineux nach dem Vorgaben des Taylor-Reports in ein reines Sitzplatzstadion um, das anschließend zur Saison 1993/94 mit einer Kapazität für 28.525 Zuschauer eines der größten umgebauten Stadien in England zu seiner Zeit war. Zehn Jahre später war es nach dem Aufstieg in die Premier League die fünftkleinste Spielstätte der obersten englischen Liga, obwohl das Fassungsvermögen bis 2006 durch eine temporäre Zusatztribüne in der südwestlichen Ecke für 900 weitere Zuschauer erweitert wurde. Nach der Übernahme des Vereins durch den Millionär Steve Morgan verkündete dieser, das Stadion im Falle des Aufstiegs in die Premier League aufrüsten zu wollen. Dazu wird vor allem über die Erweiterung der Steve-Bull- und der Billy-Wright-Tribüne zu einem Gesamtfassungsvermögen für rund 40.000 Besucher nachgedacht.
Im Jahr 2005 eröffnete in Compton – einem südwestlich von Wolverhampton gelegenen Vorort – ein 4,6 Millionen Pfund teures Trainingsgelände, das zu Ehren des langjährigen Mäzens den Namen „Sir Jack Hayward Training Ground“ trägt. Die von Molineux rund 1,5 Kilometer entfernt liegende Stätte besitzt fünf hochwertige Trainingsplätze, elf Umkleidekabinen, medizinische und physiotherapeutische Einrichtungen, eine Turnhalle sowie ein hydrotherapeutisches Becken.

## Anhängerschaft des Vereins
Neben mehreren Fanklubs in weiten Teilen des Vereinigten Königreichs besitzen die Wolverhampton Wanderers größere Anhängervereinigungen in den Vereinigten Staaten, Schweden, Deutschland, der Republik Irland, Malta, Island und Norwegen. Der 1984 gegründete offizielle Fanklub der Wolves („Wolverhampton Wanderers Official Supporters Club“) wird vollständig von Freiwilligen betrieben. Vertreter dieser Fanklubs werden zu regelmäßigen „Parlamentssitzungen“ („Fans’ Parliament“) eingeladen, in denen diese angehört und in Entscheidungsprozesse der Vereinsaktivitäten eingebunden werden. Zu den Zeitschriften („Fanzines“) die zu den Wolverhampton Wanderers herausgegeben werden, zählt im Besonderen seit 1989 „A Load Of Bull“, dessen Name sich von dem Rekordtorjäger Steve Bull herleitet.
Wie viele britische Fußballvereine verwenden auch die Anhänger der Wolves bekannte Lieder zum regelmäßigen Gesang mit umgedichteten Texten. Dazu gehörte zunächst ab den 1950er und 1960er Jahren „The Happy Wanderer“, die englische Fassung des deutschen Volkslieds „Mein Vater war ein Wandersmann“. Heute ist „Hi Ho Wolverhampton!“ der beliebteste Fangesang und geht auf den 1967 von Jeff Beck veröffentlichten Rocksong „Hi Ho Silver Lining“ zurück. Zwischenzeitlich war „The Liquidator“ von den Harry J. Allstars ebenfalls populär, verlor aber zunehmend an Bedeutung, da die einheimische Polizei die provokativen Textinhalte – vor allem gegenüber dem Rivalen West Bromwich Albion – bemängelte und der Song somit nicht mehr vor dem Anpfiff gespielt wurde. Bei wichtigen Auf- oder Abstiegsspielen erlebt der Liquidator aber gelegentlich seine „Wiederauferstehung“. In den späten 1970er und frühen 1980er Jahren besaß Wolverhampton – wie andere englische Städte – ein Problem mit Hooligans. Dazu gehörte die vorrangig aus Teenagern bestehende „Subway Army“, deren Name sich darauf bezog, dass gegnerische Fans hinterrücks aus U-Bahn-Verstecken angegriffen wurden. Die Stellung innerhalb der Anhängergemeinde blieb jedoch umstritten, da ein Großteil der Subway Army nur zu ausgewählten Spielen erschien und betonte, sich dem Klub nicht zugehörig zu fühlen.
Eine besondere Rivalität pflegen die Anhänger speziell zu West Bromwich Albion. Das Derby gilt nach der Untersuchung im „Football Rivalries Report 2008“ als das erbittertste Duell im englischen Fußball überhaupt. Von etwas geringerer Intensität sind Duelle gegen Birmingham City und Aston Villa. Dahinter sind noch die Partien gegen Stoke City und den FC Walsall zu nennen, wobei Spiele gegen den FC Walsall wie auch gegen West Bromwich Albion als „Black Country Derby“ bezeichnet werden.

## Eigentümerfrage und Finanzsituation
Die Wolverhampton Wanderers firmieren unter dem Namen „Wolverhampton Wanderers F.C. (1986) Limited“ und existieren rechtlich in dieser Form erst seit 1986 – dem Jahr, als der Verein nach schweren finanziellen Problemen bankrottging und unter der Führung des damaligen Präsidenten Jack Hayward neu gegründet wurde. Hayward kaufte 1990 das Fußballunternehmen vollständig auf und investierte bis zu seinem Rückzug 2006 Medienberichten zufolge mehr als 40 Millionen Pfund. Im selben Jahr übernahm Steve Morgan den Klub, wobei dieser neben dem symbolischen Kaufpreis von nur zehn Pfund Investitionszusagen in Höhe von 30 Millionen Pfund tätigte. Neben dem Eigentümer und Vorstandsvorsitzenden leitet ein vierköpfiges „Board of Directors“ die Klubgeschäfte, wobei Jez Moxey – zuvor bereits bei Stoke City, den Glasgow Rangers und Partick Thistle aktiv – als CEO das operative Geschäft steuert. Als Repräsentanten der Wolves dienen neben dem Ehrenpräsidenten Steve Morgan mit Steve Bull (Rekordtorschütze des Vereins) und Rachael Heyhoe-Flint (eine der berühmtesten weiblichen Cricket-Spielerinnen) zwei weitere „Legenden“ der Stadt Wolverhampton als Vize-Präsident(in).
Obwohl der Verein bis zum Abschluss der Spielzeit 2002/03 – das Ende einer Saison ist jeweils gleichbedeutend mit dem Ende eines Geschäftsjahrs – mehrheitlich jährliche Vorsteuerverluste vermelden musste, gilt er seitdem als solide finanziert. Unterstützt durch den Erstligaaufstieg 2003 und einer guten Infrastruktur, wie einem fortschrittlichen Stadion, einer neuwertigen Trainingsstätte sowie einer großen Anhängerschar wirtschaften die Wolves stetig an der Gewinnschwelle mit jeweils positiven Betriebsergebnissen. Im Geschäftsjahr 2009/10 setzte der Klub 61 Millionen Pfund um und erwirtschaftete einen Vorsteuergewinn von neun Millionen Pfund; eine Nettoverschuldung wurde nicht ausgewiesen.
Im Juli 2016 wurde der Klub an das chinesische Unternehmen Fosun verkauft.

## Vereinswappen und -farben

Wappen der Stadt Wolverhampton

Erst zum Ende der 1960er Jahre entwarfen die Wolverhampton Wanderers ein eigenes Logo, nachdem zuvor nur bei wenigen Gelegenheiten, wie einem Pokalfinale, das Wappen der Stadt Wolverhampton auf die Trikots genäht worden war. Nach ersten Versionen, auf denen zunächst ein springender Wolf – im Anschluss drei Wölfe in derselben Haltung – zu sehen war, entwickelte der Verein 1979 das heute noch bekannte sechseckige Wolfskopf-Design, das in seiner simplen Gestaltung einen hohen Wiedererkennungswert im britischen Fußball besitzt (einzig dem fünfeckigen Logo des FC Watford mit Elchskopf ähnelt es etwas). Nur kurzzeitig verwendete der Klub zur Mitte der 1990er Jahre wieder das Stadtwappen als Logo, kehrte aber schnell zum beliebten Wolfskopf-Emblem zurück.
Die Wolverhampton Wanderers sind im britischen Fußball bekannt für ihre außergewöhnliche Trikot-Farbwahl. Die goldenen Hemden, zu denen in der Regel schwarze Shorts getragen werden, sind an das Wappen der Stadt Wolverhampton angelehnt und nehmen auf das Motto „Out of darkness cometh light“ Bezug – die goldene Farbe repräsentiert das „Licht, das aus der Dunkelheit kommt“. Zu Gründungszeiten war die Mannschaft noch in rot-weiß gestreiften Shirts angetreten und hatte erst später die gold-schwarze Kombination für sich entdeckt. Diese wurde zunächst gestreift oder auf Diagonalhälften getragen, bevor eine mehr oder weniger strikte Trennung zwischen goldenem Hemd und schwarzer Hose folgte. Zu Auswärtsspielen erscheinen die Wolves zumeist vollständig in weißer Spielkleidung.

## Kader der Saison 2024/25
Stand: 29. April 2025
| Nr.        | Nat.           | Name                   | Geburtstag    | im Verein seit |
| Tor        | Tor            | Tor                    | Tor           | Tor            |
| ---------- | -------------- | ---------------------- | ------------- | -------------- |
| 01         | Portugal       | José Sá                | 17. Jan. 1993 | 2021           |
| 25         | England        | Daniel Bentley         | 13. Juli 1993 | 2023           |
| 31         | England        | Sam Johnstone          | 25. März 1993 | 2024           |
| 40         | Wales          | Tom King               | 9. März 1995  | 2023           |
| Abwehr     |                |                        |               |                |
| 02         | Irland         | Matt Doherty           | 16. Jan. 1992 | 2023           |
| 04         | Uruguay        | Santiago Bueno         | 9. Nov. 1998  | 2023           |
| 12         | Elfenbeinküste | Emmanuel Agbadou       | 17. Juni 1997 | 2025           |
| 14         | Kolumbien      | Yerson Mosquera        | 2. Mai 2001   | 2024           |
| 15         | England        | Craig Dawson           | 6. Mai 1990   | 2023           |
| 22         | Portugal       | Nélson Semedo          | 16. Nov. 1993 | 2020           |
| 24         | Portugal       | Toti Gomes             | 16. Jan. 1993 | 2020           |
| 33         | Frankreich     | Bastien Meupiyou       | 19. März 2006 | 2024           |
| 34         | Burkina Faso   | Nasser Djiga           | 15. Nov. 2002 | 2025           |
| 37         | Brasilien      | Pedro Lima             | 1. Juli 2006  | 2024           |
| Mittelfeld |                |                        |               |                |
| 05         | Simbabwe       | Marshall Munetsi       | 22. Juni 1996 | 2025           |
| 06         | Mali           | Boubacar Traoré        | 20. Aug. 2001 | 2022           |
| 07         | Brasilien      | André Trindade         | 16. Juli 2001 | 2024           |
| 08         | Brasilien      | João Gomes             | 12. Feb. 2001 | 2023           |
| 20         | England        | Tommy Doyle            | 17. Okt. 2001 | 2023           |
| Sturm      |                |                        |               |                |
| 09         | Norwegen       | Jørgen Strand Larsen   | 6. Feb. 2000  | 2024           |
| 10         | Brasilien      | Matheus Cunha          | 27. Mai 1999  | 2023           |
| 11         | Korea Sud      | Hwang Hee-chan         | 26. Jan. 1996 | 2022           |
| 18         | Osterreich     | Saša Kalajdžić         | 7. Juli 1997  | 2022           |
| 19         | Portugal       | Rodrigo Gomes          | 7. Juli 2003  | 2024           |
| 21         | Spanien        | Pablo Sarabia          | 19. März 2004 | 2024           |
| 26         | Portugal       | Carlos Forbs           | 11. Mai 1992  | 2024           |
| 27         | Frankreich     | Jean-Ricner Bellegarde | 11. Mai 1992  | 2023           |
| 29         | Portugal       | Gonçalo Guedes         | 29. Nov. 1996 | 2024           |
| 30         | Paraguay       | Enso González          | 20. Jan. 2005 | 2023           |
|            | Irland         | Nathan Fraser          | 22. Feb. 2005 | 2024           |

## Jugendarbeit, Reservemannschaft und Scouting
Seit den 1990er Jahren verfügt der Klub über eine eigene Akademie – die „Wolverhampton Wanderers Academy“. Sie umfasst die gesamte Jugendarbeit und wird seit April 2008 von Kevin Thelwell geleitet, der zuvor kurzzeitig die Profimannschaft von Derby County trainiert hatte und der jüngste Akademieverantwortliche eines englischen Fußballvereins war. Ihm unterstellt sind die beiden Alterskategorien U-9 bis U-16 sowie U-16 bis U-18, die wiederum von seinen beiden Assistenten Gareth Prosser und John Perkins betreut werden. Die U-18-Auswahl vertritt den Verein aktuell in der Gruppe C der Premier Academy League, der aus vier Divisionen bestehenden höchsten Spielklasse für die Akademie-Mannschaften der englischen Profifußballvereine. Der größte nationale Erfolg einer Jugendmannschaft der Wolves stammt aus der „goldenen Zeit“ der 1950er Jahre. Nachdem das Nachwuchsteam 1953 und 1954 noch gegen die späteren „Busby Babes“ von Manchester United unterlegen gewesen war, besiegte es den FC Chelsea im Jahr 1958 mit 7:6 Toren nach Hin- und Rückspiel. Zu den bekanntesten Absolventen der Academy zählt der irische Nationalspieler Robbie Keane, der in 88 Spielen für die Wolves 29 Tore erzielte, bevor er im August 1999 für die damalige Rekordablösesumme (bezogen auf einen Teenager) von sechs Millionen Pfund zu Coventry City wechselte. Ein weiteres Beispiel erfolgreicher Nachwuchsarbeit aus der jüngeren Vergangenheit ist Joleon Lescott, der sich 2006 dem FC Everton anschloss und dort ein Jahr später englischer Nationalspieler wurde.
Mit „Wolverhampton Wanderers Reserves“ wird die offizielle zweite Mannschaft der Wolverhampton Wanderers bezeichnet. Die Geschichte dieser Reservemannschaft reicht bis in das späte 19. Jahrhundert zurück. Erstmals im Rahmen eines organisierten Ligabetriebs agierte sie zur Saison 1892/93 in der „Birmingham & District League“ und gewann in der aus zehn Mannschaften bestehenden Spielklasse auf Anhieb die Meisterschaft. Drei weitere Meistertrophäen folgten in den Jahren 1898, 1899 und 1901, aber im Anschluss blieb die Mannschaft bis zu dem Rückzug aus der Liga 1921 ohne weiteren Titel. Die nächsten Erfolge stellten sich erst in den 1950er Jahren ein, als die mittlerweile in der „Central League“ agierende Reserveauswahl zwischen 1951 und 1953 drei Meistertrophäen in Serie gewann und vor der Jahrzehntenwende (1958 und 1959) noch zwei weitere Titel errang. Mit Ausnahme der Spielzeit 2003/04, als die „Ersatz-Wölfe“ aufgrund der Erstligazugehörigkeit der Profimannschaft in der Northern Division der Premier Reserve League spielen durften, verblieben sie stetig in der Central League. Aufgrund des erneuten Erstligaaufstiegs der ersten Mannschaft in der Saison 2008/09 werden die Reserves zur Spielzeit 2009/10 ein zweites Mal in der obersten englischen Reservespielklasse antreten.
Für das organisierte Talentsichtungssystem zeichnet seit August 2006 Dave Bowman verantwortlich. Der ehemalige Nike-Berater und ausgebildete Trainer arbeitete erstmals beim FC Barnsley mit Mick McCarthy zusammen und unterstützte ihn nach dessen Wechsel ins Trainerfach im Scouting-Bereich bereits beim FC Millwall, der irischen Nationalmannschaft und dem AFC Sunderland.
Erfolge
- Sieger des FA Youth Cups: 1 (1958)
- Meister in der „Central League“: 5 (1951, 1952, 1953, 1958, 1959)
- Meister in der „Birmingham & District League“: 4 (1893, 1898, 1899, 1901)

## Soziales Engagement – „Wolves Community Trust“
Mit dem 1991 gestarteten Programm „Football in the Community“ (deutsch: „Fußball in der Gemeinschaft“) engagiert sich der Verein im Breitensport für aktuell über 150.000 Jugendliche und 20.000 Erwachsene. Die Unterstützung des regionalen Fußballs für alle Altersklassen beinhaltet Trainerausbildungen und Fußballtrainingseinheiten. Dazu kommen diverse soziale Projekte, zu denen ein Programm für den Behindertensport zählt. Spezielle Förderung erfährt die Initiative, aus der im Februar 2009 „Wolves Community Trust“ wurde, aus der nationalen Football Foundation, die im Besonderen die Freizeitligaaktivitäten unterstützt. Ein weiterer langjähriger Sponsor ist die regionale Bank Birmingham Midshires. Als Teil des „Wolves Community Trust“ besitzt der Verein das Hilfsprogramm „Wolves Aid“, das nach eigenen Angaben die größte Wohltätigkeitsorganisation im Fußball ist. Die Initiative unterhält sowohl Projekte in Wolverhampton als auch in fremden Ländern, wie beispielsweise in Uganda.
Eine Partnerschaft unterhält der Verein seit Dezember 2008 mit dem indischen Fußballverein JCT Football Club. Sie ist Teil eines kulturellen Austauschs zwischen der Stadt Wolverhampton und Indien, an dem vor allem Schulen, Universitäten und Wirtschaftsorganisationen aus der Region teilnehmen. Die Wolves, die traditionell einen hohen Anteil aus Punjab stammende Anhänger – und einen eigenen Fanklub („Punjabi Wolves“) – besitzen, streben eine langjährige Kooperation mit dem Erstligisten an, die ein besonderes Augenmerk auf die Jugend- und Trainerarbeit legt.

## Frauenfußball – „Wolves Women“
Die Frauenfußballmannschaft der Wolverhampton Wanderers, die sich kurz „Wolves Women“ nennt, spielt seit der Saison 2006/07 in der „Midland Combination Women’s Football League“, einer regionalen und insgesamt dritthöchsten englischen Spielklasse. Trainiert wird sie von Dave Ball und die Heimspiele finden zumeist im Goodrich Sports Stadium statt.
Der zunächst unabhängige Frauenklub wurde ursprünglich als „Heathfield Rovers“ gegründet und trat erstmals zur Saison 1975/76 in der Second Division der West Midlands League an. Schnell nannte sich der Verein in „Wolverhampton & Wednesbury Tube LFC“ um, stieg in die höchste Spielklasse der West Midlands League auf und kam während der Saison 1977/78 im nationalen FA Women’s Cup bis ins Achtelfinale. In den 1980er Jahren entwickelte sich die Mannschaft, die sich nun kurz „Wolverhampton Ladies“ nannte, sportlich zurück und spielte nach dem Abstieg 1983 wieder in der unteren Liga der West Midlands League. Erst 1989 kehrte der Klub in die First Division zurück und schloss diese nur ein Jahr später sogar als Vizemeister ab.
Im Jahr 1991 wurde die neue FA Women’s Premier League ins Leben gerufen und eine Einladung zur Teilnahme fand auch den Weg nach Wolverhampton. Nach zwei anfänglichen Spielzeiten im Mittelfeld der zweitklassigen Nord-Division bat der Verein bei den Wanderers darum, künftig offiziell als „Wolverhampton Wanderers Women’s FC“ antreten zu dürfen. Beflügelt von diesem ersten Kooperationsansatz mit dem Traditionsklub, gewannen die neuen „Wanderers Women“ die Zweitligameisterschaft in der Norddivision und nahmen damit erstmals an der „National Division“, der obersten englischen Frauenfußballliga, teil. Dort erwies sich die Konkurrenz aber als zu leistungsstark und 1996 stiegen die Frauen aus Wolverhampton bereits wieder in die zweitklassige Northern Division ab.
Der Verein wandelte sich im Oktober 1999 in ein Privatunternehmen um und besetzte den Vorstand mit prominenten Personen, wie der ehemaligen BBC-Moderatorin Jenny Wilkes und der Wolverhamptoner „Cricket-Legende“ Rachael Heyhoe-Flint. Dennoch blieb die Rückkehr in die oberste Spielklasse aus, obwohl das Team ab der Saison 2001/02 von Dennis Mortimer – dem ehemaligen Europapokalsieger und Mannschaftskapitän von Aston Villa – trainiert wurde. Mortimer engagierte sich weiterhin für den Wolverhamptoner Frauenfußball, aber 2004 übernahm mit Paul Taylor ein ehemaliger Physiotherapeut von ihm kurzzeitig die sportliche Leitung. Unter Taylors Leitung misslang der Aufstieg nach dem Gewinn der Vizemeisterschaft in der Spielzeit 2004/05 nur knapp. Zwei Jahre später jedoch stieg die Mannschaft sogar in die drittklassige „Midland Combination“ ab.
Der Fall in die Drittklassigkeit war der Startschuss für eine erweiterte Kooperation mit dem Männerklub der Wolverhampton Wanderers. Der finanzielle Aufbau eines konkurrenzfähigen Kaders hatte sich als immer schwieriger erwiesen; dazu kam eine erweiterte Zusammenarbeit mit dem Wolverhampton College und eine professionellere Jugendarbeit von den U-10- bis U-16-Nachwuchsmannschaften, die im Rahmen der vereinseigenen Akademie („Centre of Excellence“) ausgebildet werden. Die Schwerpunkte liegen insgesamt in der langfristigen Entwicklung und nach eigenen Angaben soll die dauerhafte Zusammenarbeit unabhängig von dem sportlichen Erfolg der Profi-Männermannschaft sein.

## Statistiken und Rekorde

### Sportliche Erfolge
- Englische Fußballmeisterschaft
  - Meister: 1954, 1958, 1959
  - Vize-Meister: 1938, 1939, 1950, 1955, 1960
  - Dritter: 1889, 1898, 1947, 1953, 1956, 1961
- Englischer Fußballpokal
  - Sieger: 1893, 1908, 1949, 1960
  - Finalist: 1889, 1896, 1921, 1939
- Englischer Fußball-Ligapokal
  - Sieger: 1974, 1980
- Englischer Fußball-Superpokal (FA-Community-Shield)
  - Sieger: 1949, 1954, 1959, 1960
  - Finalist: 1958
- Football League Second Division/EFL Championship
  - Meister: 1932, 1977, 2009, 2018
- Football League Third Division/EFL League One
  - Meister: 1924 (Nord-Staffel), 1989, 2014
- Football League Fourth Division
  - Meister: 1988
- Football League Trophy
  - Sieger: 1988
- Texaco Cup
  - Sieger: 1971
- Football League War Cup
  - Sieger: 1942
- Europapokal der Landesmeister
  - Viertelfinale: 1959/60
- Europapokal der Pokalsieger
  - Viertelfinale: 1960/61
- UEFA-Pokal
  - Finale: 1972

### Bekannte ehemalige Spieler
Für eine komplette Auflistung aller Spieler der Wolverhampton Wanderers siehe Liste der Spieler der Wolverhampton Wanderers.

### Trainerchronik
- George Worrall (1877–1885)
- Jack Addenbrooke (1885–1922)
- George Jobey (1922–1924)
- Albert Hoskins (1924–1926)
- Fred Scotchbrook (1926–1927)
- Frank Buckley (1927–1944)
- Ted Vizard (1944–1948)
- Stan Cullis (1948–1964)
- Andy Beattie (1964–1965)
- Ronnie Allen (1965–1968)
- Bill McGarry (1968–1976)
- Sammy Chung (1976–1978)
- John Barnwell (1976–1982)
- Ian Greaves (1982–1984)
- Tommy Docherty (1984–1985)
- Bill McGarry (1985)
- Sammy Chapman (1985–1986)
- Brian Little (1986)
- Graham Turner (1986–1994)
- Graham Taylor (1994–1995)
- Mark McGhee (1995–1998)
- Colin Lee (1998–2000)
- Dave Jones (2001–2004)
- Glenn Hoddle (2004–2006)
- Mick McCarthy (2006–2012)
- Ståle Solbakken (2012–2013)
- Dean Saunders (2013)
- Kenny Jackett (2013–2016)
- Walter Zenga (2016)
- Paul Lambert (2016–2017)
- Nuno Espírito Santo (2017–2021)
- Bruno Lage (2021–2022)
- Julen Lopetegui (2022–2023)
- Gary O’Neil (2023–2024)
- Vítor Pereira (seit 2024)

### Spieler mit den meisten Einsätzen
Hinweis: nur offizielle Wettkämpfe (inkl. Einwechslungen) – Die Angaben in Klammern stehen für die dabei erzielten Tore.

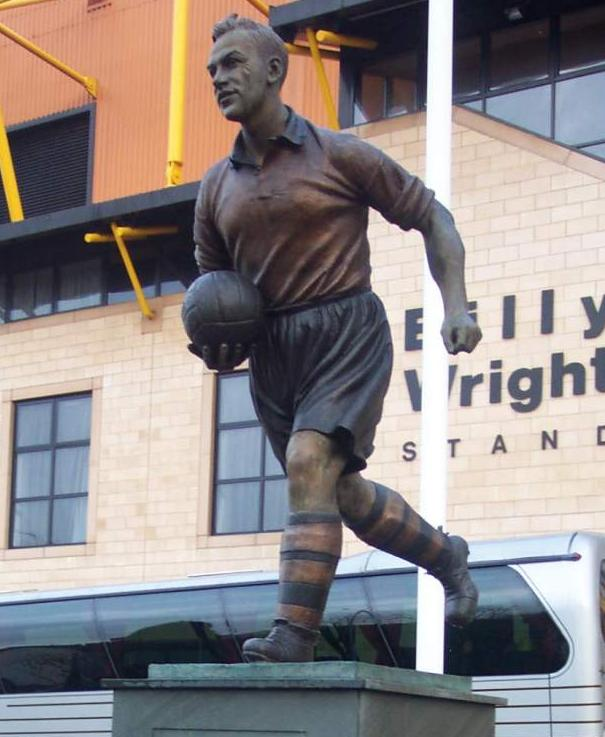
Billy Wright, der erste englische Nationalspieler mit mehr als 100 Länderspielen, absolvierte die viertmeisten Einsätze für die „Wolves“

| #  | Name            | Zeitraum  | Liga      | FA Cup    | Ligapokal | Sonstige  | Summe     |
| -- | --------------- | --------- | --------- | --------- | --------- | --------- | --------- |
| 1  | Derek Parkin    | 1968–1982 | 501 (006) | 046 (001) | 035 (002) | 027 (001) | 609 (010) |
| 2  | Kenny Hibbitt   | 1968–1984 | 466 (089) | 047 (010) | 036 (012) | 025 (003) | 574 (114) |
| 3  | Steve Bull      | 1986–1999 | 474 (250) | 020 (007) | 033 (018) | 034 (031) | 561 (306) |
| 4  | Billy Wright    | 1939–1959 | 490 (013) | 048 (003) | 000 (000) | 003 (000) | 541 (016) |
| 5  | Ron Flowers     | 1950–1967 | 467 (033) | 031 (004) | 000 (000) | 014 (000) | 512 (037) |
| 6  | John McAlle     | 1965–1981 | 406 (000) | 044 (000) | 027 (001) | 031 (002) | 508 (003) |
| 7  | Peter Broadbent | 1951–1965 | 452 (127) | 031 (010) | 000 (000) | 014 (008) | 497 (145) |
| 8  | Geoff Palmer    | 1970–1987 | 416 (013) | 038 (000) | 033 (002) | 008 (000) | 495 (015) |
| 9  | Jimmy Mullen    | 1937–1959 | 445 (098) | 038 (014) | 000 (000) | 003 (000) | 486 (112) |
| 10 | John Richards   | 1967–1983 | 385 (144) | 044 (024) | 033 (018) | 024 (008) | 486 (194) |
| 11 | Andy Thompson   | 1986–1997 | 376 (043) | 020 (001) | 022 (000) | 033 (001) | 451 (045) |
| 12 | Mike Stowell    | 1989–2001 | 385 (000) | 022 (000) | 030 (000) | 011 (000) | 448 (000) |
| 13 | Mike Bailey     | 1966–1977 | 361 (019) | 020 (002) | 029 (000) | 026 (004) | 436 (025) |
| 14 | Bert Williams   | 1945–1957 | 381 (000) | 038 (000) | 000 (000) | 001 (000) | 420 (000) |
| 15 | David Wagstaffe | 1964–1976 | 324 (026) | 031 (002) | 023 (001) | 026 (002) | 404 (031) |
| 16 | Alf Bishop      | 1905–1920 | 357 (006) | 025 (000) | 000 (000) | 000 (000) | 382 (006) |
| 17 | Phil Parkes     | 1962–1978 | 303 (000) | 023 (000) | 023 (001) | 033 (003) | 382 (000) |
| 18 | Johnny Hancocks | 1946–1957 | 343 (157) | 033 (008) | 000 (000) | 002 (002) | 378 (167) |
| 19 | Bill Shorthouse | 1941–1957 | 344 (001) | 030 (000) | 000 (000) | 002 (000) | 376 (001) |
| 20 | Frank Munro     | 1967–1977 | 296 (014) | 020 (000) | 023 (002) | 032 (003) | 371 (019) |

### Spieler mit den meisten Toren
Hinweis: nur offizielle Wettkämpfe (inkl. Einwechslungen) – Die Angaben in Klammern stehen für die absolvierten Pflichtspiele.
| #  | Name             | Zeitraum  | Liga      | FA Cup    | Ligapokal | Sonstige  | Summe     |
| -- | ---------------- | --------- | --------- | --------- | --------- | --------- | --------- |
| 1  | Steve Bull       | 1986–1999 | 250 (474) | 007 (020) | 018 (033) | 031 (034) | 306 (561) |
| 2  | John Richards    | 1967–1983 | 144 (385) | 024 (044) | 018 (033) | 008 (024) | 194 (486) |
| 3  | Billy Hartill    | 1928–1935 | 162 (221) | 008 (013) | 000 (000) | 000 (000) | 170 (234) |
| 4  | Johnny Hancocks  | 1946–1957 | 157 (343) | 008 (033) | 000 (000) | 002 (002) | 167 (378) |
| 5  | Jimmy Murray     | 1953–1963 | 155 (273) | 007 (014) | 000 (000) | 004 (012) | 166 (299) |
| 6  | Peter Broadbent  | 1951–1965 | 127 (452) | 010 (031) | 000 (000) | 008 (014) | 145 (497) |
| 7  | Harry Wood       | 1885–1898 | 110 (241) | 016 (048) | 000 (000) | 000 (000) | 126 (289) |
| 8  | Dennis Westcott  | 1937–1948 | 105 (128) | 019 (016) | 000 (000) | 000 (000) | 124 (144) |
| 9  | Derek Dougan     | 1967–1975 | 095 (258) | 004 (012) | 007 (022) | 017 (031) | 123 (323) |
| 10 | Kenny Hibbitt    | 1968–1984 | 089 (466) | 010 (047) | 012 (036) | 003 (025) | 114 (574) |
| 11 | Roy Swinbourne   | 1944–1957 | 107 (211) | 005 (018) | 000 (000) | 002 (001) | 114 (230) |
| 12 | Dennis Wilshaw   | 1943–1957 | 106 (211) | 007 (007) | 000 (000) | 000 (001) | 113 (219) |
| 13 | Jimmy Mullen     | 1937–1959 | 098 (445) | 014 (038) | 000 (000) | 000 (003) | 112 (486) |
| 14 | Tom Phillipson   | 1923–1928 | 104 (144) | 007 (015) | 000 (000) | 000 (000) | 111 (159) |
| 15 | Andy Mutch       | 1986–1993 | 096 (289) | 002 (012) | 004 (014) | 004 (023) | 106 (338) |
| 16 | Jesse Pye        | 1946–1952 | 090 (188) | 005 (020) | 000 (000) | 000 (001) | 095 (209) |
| 17 | Billy Wooldridge | 1899–1911 | 081 (328) | 009 (028) | 000 (000) | 000 (000) | 090 (356) |
| 18 | Terry Wharton    | 1957–1967 | 069 (224) | 009 (016) | 001 (002) | 000 (000) | 079 (242) |
| 19 | Norman Deeley    | 1948–1962 | 066 (206) | 006 (016) | 000 (000) | 003 (015) | 075 (237) |
| 20 | George Hedley    | 1906–1913 | 065 (193) | 009 (021) | 000 (000) | 000 (000) | 074 (214) |

### Vereinsrekorde

#### Tore
- Die meisten in einer Saison erzielten Meisterschaftstore – 115 in 42 Spielen, Zweitligasaison 1931/32
- Die meisten in einer Saison erzielten Meisterschaftspunkte (2-Punkte-Regel) – 64 in der Erstligasaison 1957/58
- Die meisten in einer Saison erzielten Meisterschaftspunkte (3-Punkte-Regel) – 103 in der Drittligasaison 2013/14

#### Spiele
- Debüts
  - Erstes Spiel – 0:8 am 13. Januar 1877 im Freundschaftsspiel gegen Stafford Road (Reserveauswahl)
  - Erstes Meisterschaftsspiel – 1:1 am 8. September 1888 gegen Aston Villa
  - Erstes FA-Cup-Spiel – 4:1 am 27. Oktober 1883 gegen die Long Eaton Rangers
  - Erstes Ligapokalspiel – 2:1 am 13. September 1966 gegen Mansfield Town
- Rekordsiege
  - Höchster Meisterschaftssieg – 10:1 am 15. April 1937 im Heimspiel gegen Leicester City in der Erstligasaison 1936/37
  - Höchster Liga-Auswärtsspielsieg – 9:1 am 3. September 1955 bei Cardiff City in der Erstligasaison 1955/56
  - Höchster Sieg im FA Cup – 14:0 am 13. November 1886 im Zweitrunden-Heimspiel gegen Crosswell’s Brewery
  - Höchster Ligapokalsieg – 6:1 am 24. September 1991 im Hinspiel der ersten Runde daheim gegen Shrewsbury Town
- Rekordniederlagen
  - Höchste Meisterschaftsniederlage – 1:10 am 15. Oktober 1892 im Auswärtsspiel gegen Newton Heath in der Erstligasaison 1892/93
  - Höchste Heimniederlage – 0:8 am 27. Dezember 1893 gegen West Bromwich Albion in der Erstligasaison 1893/94
  - Höchste Niederlage im FA Cup – 0:6 am 16. November 1985 im Erstrunden-Auswärtsspiel gegen Rotherham United
  - Höchste Ligapokalniederlagen – 0:5 in den Auswärtsspielen am 5. Oktober 1966 gegen den FC Fulham (dritte Runde) und am 27. Oktober 1982 gegen den AFC Sunderland (zweite Runde, Rückspiel)
- Zuschauerrekorde
  - Höchste Zuschauerzahl bei einem Heimspiel – 61.315 am 11. Februar 1939 im Molineux Stadium gegen den FC Liverpool in der fünften Runde des FA Cups

### Sonstige Spielerrekorde

#### Individuelle Vereinsrekorde
- Jüngster in einer Ligapartie eingesetzter Spieler – Jimmy Mullen im Alter von 16 Jahren und 43 Tagen gegen Leeds United am 18. Februar 1939
- Ältester in einer Ligapartie eingesetzter Spieler – Archie Goodall im Alter von 41 Jahren und 116 Tagen gegen den FC Everton am 2. Dezember 1906
- Die meisten Tore in einer Saison – 52 erzielt von Steve Bull in der Saison 1987/88
- Die meisten Meisterschaftstore in einer Saison – 38 erzielt von Dennis Westcott in der Erstligasaison 1946/47

#### Länderspiele
- Erster (englischer) Nationalspieler – Charlie Mason am 5. Februar 1887 gegen Irland
- Rekordnationalspieler – Billy Wright bestritt 105 Einsätze für England während seiner Zeit bei den Wolverhampton Wanderers